# Operation Rolling Thunder
Schlacht um Tua Hai (1960) – Schlacht um Ap Bac (1963) – Schlacht von Nam Dong (1964) – Tonkin-Zwischenfall (1964) – Operation Flaming Dart (1965) – Operation Rolling Thunder (1965–68) – Schlacht von Dong Xoai (1965) – Schlacht im Ia-Drang-Tal (1965) – Operation Crimp (1966) – Operation Hastings (1966) – Schlacht von Long Tan (1966) – Operation Attleboro (1966) – Operation Cedar Falls (1967) – Schlacht um Hügel 881 (1967) – Schlacht bei Dak To (1967) – Schlacht um Khe Sanh (1968) – Tet-Offensive (1968) – Schlacht um Huế (1968) – Operation Speedy Express (1968/69) – Operation Dewey Canyon (1969) – Schlacht am Hamburger Hill (1969) – Operation Menu (1969/70) – Operation Lam Son 719 (1971) – Schlacht um FSB Mary Ann (1971) – Schlacht um Quảng Trị (1972) – Operation Linebacker (1972) – Operation Linebacker II (1972) – Schlacht von Xuan Loc (1975) – Operation Frequent Wind (1975)
Operation Rolling Thunder (deutsch: Donnergrollen) war die erste große Luftoffensive der amerikanischen und südvietnamesischen Luftwaffe gegen Ziele in Nordvietnam und Laos. Die Bombardierung ausgewählter Ziele sollte die Infiltration nordvietnamesischer Soldaten in den Süden unterbrechen, die Wirtschafts- und Militärmacht des Landes zerstören, dem Saigoner Regime Selbstvertrauen einflößen und Hanoi zur Annahme der amerikanischen Bedingungen zwingen.
Zunächst konzentrierten sich die Angriffe auf Ziele in unmittelbarer Nähe der demilitarisierten Zone, bewegten sich aber im Verlauf des Jahres 1966 schrittweise nach Norden. Auch der sogenannte Hồ-Chí-Minh-Pfad in Laos wurde nach und nach immer stärker bombardiert. Der militärische Nutzen des Bombardements ist umstritten, da Nordvietnam ein agrarisch geprägtes Land war, das kaum über eine nennenswerte Industrie verfügte. Obwohl es Mitte 1966 praktisch keine relevanten Ziele mehr gab, hielten die Amerikaner an der Luftoffensive fest. Der Republik Vietnam gelang es jedoch, die Schäden im eigenen Land zu begrenzen und die taktische Initiative beizubehalten. Nach der Tet-Offensive wurde die Luftoffensive abgebrochen. Die USA und Nordvietnam hatten sich mittlerweile auf Verhandlungen geeinigt, obwohl auf beiden Seiten noch kein echter Wille zu Kompromissen vorhanden war.

## Bisheriger Kriegsverlauf

### Eskalation

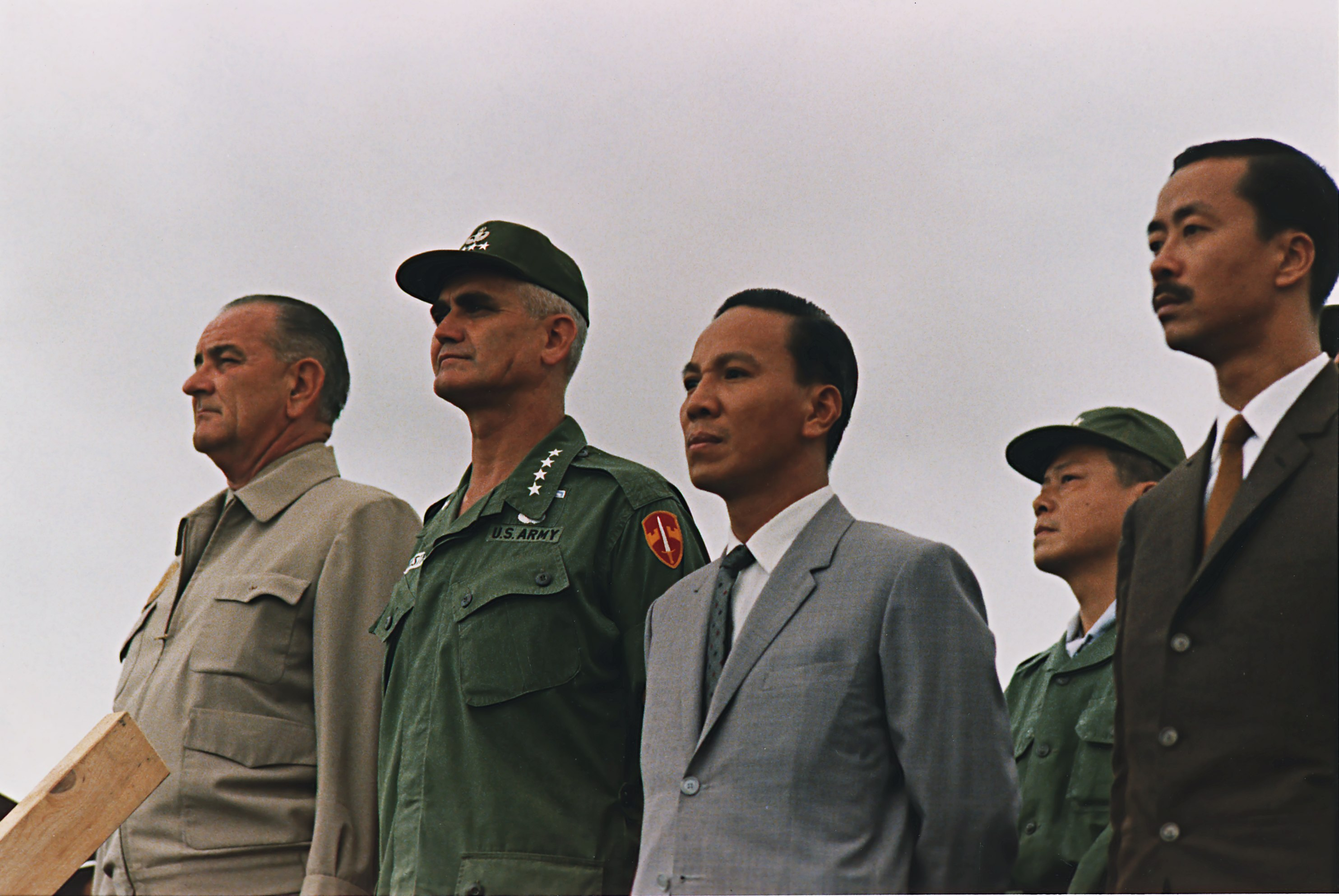
(v. l. n. r.) Lyndon B. Johnson, General William Westmoreland, Nguyễn Văn Thiệu und Nguyễn Cao Kỳ

Im Verlauf des Jahres 1964 gelang es der Nationalen Volksbefreiungsfront (NLF) und der Nordvietnamesischen Volksarmee immer mehr, die Kontrolle über Südvietnam zu erlangen. Trotz massiver amerikanischer Militär- und Wirtschaftshilfe wurde die Lage für das südvietnamesische Regime immer aussichtsloser. Während einiger größerer Schlachten, wie die bei Binh Gia, Dong Xoai und Ba Gia, konnten die Aufständischen einige Siege über Einheiten der ARVN erringen. Auch die amerikanischen Militärberater wurden immer öfter das Ziel von Angriffen, wie z. B. bei den Bombenattentaten auf das Saigoner Filmtheater Kapitol oder das Hotel Brink, im Februar 1965 betrug ihre Anzahl bereits 23.300. Doch trotz aller Bemühungen stand das Regime militärisch kurz vor dem Zusammenbruch. Die Bodentruppen der ARVN waren vorwiegend damit beschäftigt, unzählige Brücken, Stadteinfahrten, Wirtschaftsobjekte, Dörfer und Straßen zu beschützen. Mittlerweile beliefen sich ihre Verluste auf fast 12.000 Mann monatlich, die durch Tod, Verwundung oder Desertion verloren gingen. Auch politisch war das Land fast am Ende. Nach dem Putsch gegen Ngo Dinh Diem 1963 gelang es Saigon nicht, eine stabile und vom Volk anerkannte Regierung zu bilden. Am 18. Februar 1965 putschten sich die drei jungen Generäle Nguyễn Cao Kỳ, Nguyễn Văn Thiệu und Nguyễn Chánh Thi unblutig an die Macht. Dies war bereits der achte Putsch des Offizierskorps nach dem Tode Diệms am 3. November 1963.

### Beginn der Luftangriffe
Bis zu diesem Zeitpunkt hatten die Amerikaner auf Luftangriffe gegen Nordvietnam weitgehend verzichtet. Die Aktionen gegen das Land beschränkten sich vor allem auf einige durch die CIA organisierte Sabotageakte von Amerikanern und Südvietnamesen, Flugblattaktionen und geheime Luftüberwachung. Doch insgeheim begann man schon mit detaillierten Planungen zur Bombardierung Nordvietnams. Zahlreiche hohe Militärs forderten schon seit langer Zeit eine ausgedehnte Luftkampagne, um, so Luftwaffengeneral Curtis E. LeMay, Nordvietnam „in die Steinzeit zurückzubomben“ und der vermeintlichen Invasion jede Grundlage zu entziehen Bisher wurden vor allem Ziele entlang des Hồ-Chí-Minh-Pfades in Laos von dem amerikanischen Bombardement getroffen. Doch die Ereignisse im Golf von Tonkin Anfang August 1964 boten Washington einen willkommenen Anlass, Hanoi seine Entschlossenheit zu demonstrieren. Dort wurde am Nachmittag des 2. August der amerikanische Zerstörer Maddox von nordvietnamesischen Torpedobooten angegriffen (Tonkin-Zwischenfall). Das Schiff befand sich auf einer Aufklärungsfahrt zur Beobachtung feindlicher Radaranlagen. Am Tag zuvor kam es zu einigen Angriffen gegen Anlagen auf den nordvietnamesischen Inseln Hòn Mê und Hòn Ngư. Den Führern in Washington war durchaus bewusst, was die Nordvietnamesen zu den Angriffen veranlasst hatte. Dennoch wurde der Vorfall von Präsident Johnson öffentlich als militärische Provokation eingestuft. Anstatt das Schiff abzuziehen, suchte Washington die Konfrontation und beorderte den Zerstörer Turner Joy an den Ort des Geschehens. In der Nacht des 4. August meldeten beide Schiffe Feindbeschuss und erwiderten das Feuer. Aus diesem Grund entschlossen sich die amerikanischen Führer zu den ersten offenen Luftangriffen auf Nordvietnam. Einige weitere Meldungen, die auf ungünstige Wetterverhältnisse und eventuell falsche Radarmeldungen verwiesen, wurden kurzerhand ignoriert. Am 5. August stiegen Bomber der 7. US-Flotte zu Angriffen auf nordvietnamesische Marinebasen und Treibstofflager auf.

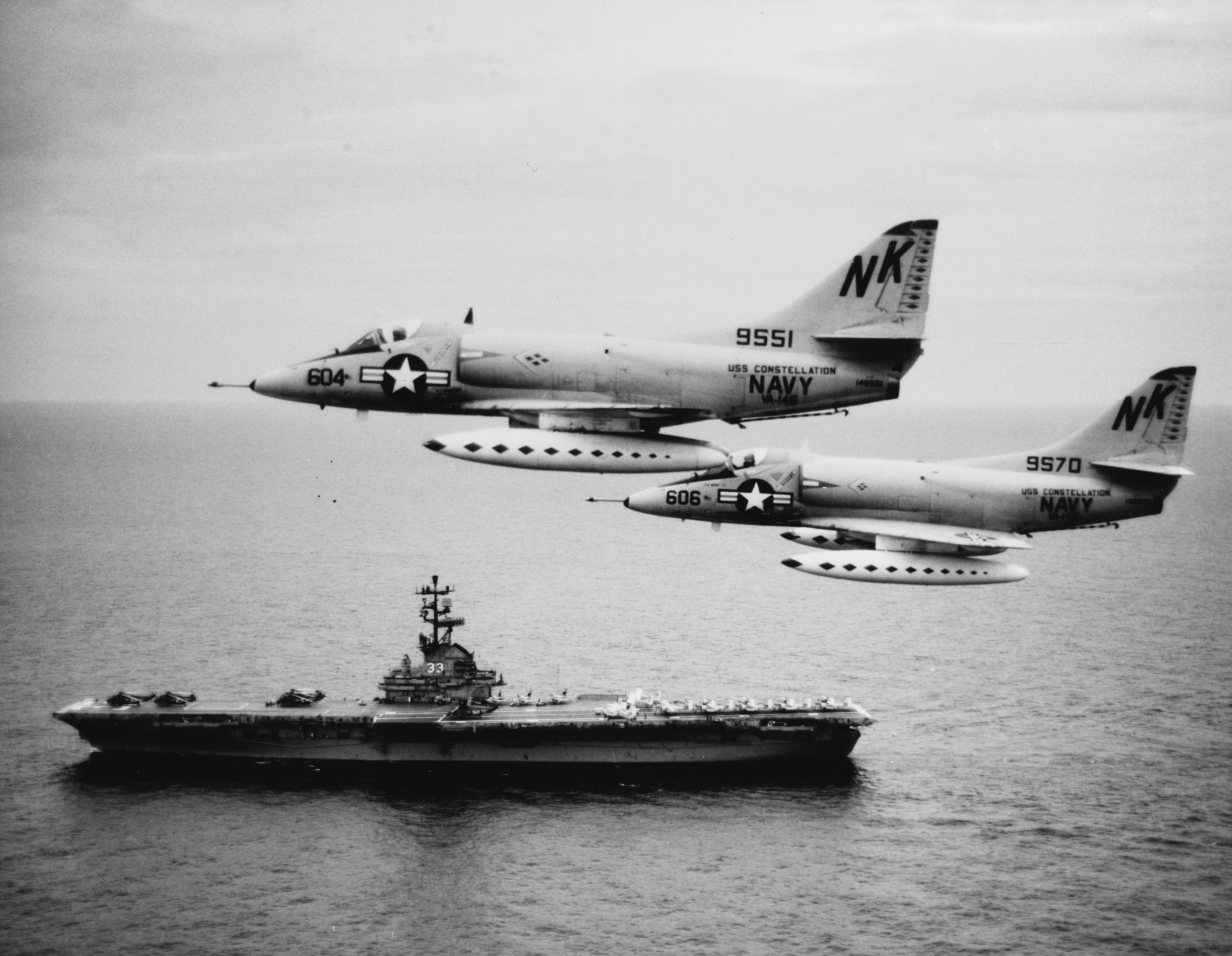
Zwei Jagdbomber des Typs A-4 Skyhawk über dem Golf von Tonkin im August 1964

Über das, was sich zu dieser Zeit im Golf von Tonkin abspielte, gab es eine sehr lange Diskussion. Doch nach jahrelanger Forschung kann nun mit Sicherheit bestätigt werden, dass es einen zweiten nordvietnamesischen Angriff nie gegeben hat. Zwar wurde der Vorfall von den Amerikanern nicht von langer Hand vorbereitet, doch er eignete sich als Vorwand, um endlich mit den seit langem geplanten Luftangriffen zu beginnen. Am 7. August passierte die berüchtigte und bereits Wochen vorher verfasste „Golf-von-Tonkin-Resolution“ den Kongress ohne Gegenstimme. Diese Resolution ermächtigte Präsident Johnson, „alle notwendigen Maßnahmen zu ergreifen, um die Angriffe zurückzuschlagen und künftige Aggressionen zu verhindern“. Den Volksvertretern wurden die kurz vor den Vorfällen ausgeführten amerikanischen Angriffe auf die Inseln wohlweislich verheimlicht. Da einige Senatoren Sorgen auf Grund des vagen Wortlauts und des weitreichenden Charakters der Resolution hatten, versicherte Johnson, er werde das ihm zugebrachte politische Vertrauen nicht missbrauchen. Doch schon sehr bald bildete die Resolution keine parlamentarisch sanktionierte Grundlage mehr, allein für isolierte Aktionen, sondern diente als Begründung und Rechtfertigung der amerikanischen Kriegspolitik insgesamt. Mit ihr wurden die Entsendung hunderttausender Soldaten und die Verwüstung Nord- und Südvietnams begründet. Nicholas Katzenbach, der Unterstaatssekretär im Außenministerium war, bezeichnete die Resolution treffend als das „funktionale Äquivalent einer Kriegserklärung“.
Doch trotz der Resolution und dem Drängen hoher Militärs kam es vorerst zu keinen Angriffen gegen Nordvietnam. Im Gegensatz zu vielen seiner Berater steuerte Johnson nicht leichtfertig auf einen Krieg mit Nordvietnam zu. Doch in den folgenden Monaten wurde die Lage in Südvietnam immer chaotischer und die Alliierten gerieten zunehmend unter Druck. Am 7. Februar 1965 kam es zu einem Überfall der NLF auf eine amerikanische Helikopterbasis bei Pleiku im zentralen Hochland. Um 2:00 Uhr morgens geriet die Basis überraschend unter Mörserbeschuss. In dem folgenden Chaos explodierten einige Treibstofflager, durch Sprengladungen wurden außerdem 11 Hubschrauber und Flugzeuge zerstört. Acht Amerikaner fanden dabei den Tod, 128 wurden verletzt. Einige Tage vor dem Angriff entsandte der noch immer unentschlossene Präsident Johnson seinen Sicherheitsberater McGeorge Bundy nach Saigon. Als dieser von dem Angriff erfuhr, begab er sich, zusammen mit General Maxwell Taylor, zu dem Hauptquartier von General William Westmoreland, telefonierte von dort aus mit dem Weißen Haus und empfahl Vergeltungsangriffe auf Nordvietnam. Am Nachmittag des 7. Februar, im Zuge der Operation Flaming Dart, flogen 45 Jagdbomber der Flugzeugträger Hancock, Coral Sea und Ranger Angriffe auf nordvietnamesische Baracken bei Dong Hoi, oberhalb der DMZ. Ein A-4C-Jagdbomber wurde während der Operation abgeschossen und die nordvietnamesische Armee gab bekannt, dass sie die Leiche des Piloten Edward A. Dickson bergen konnte.
Drei Tage später wurden bei einem Bombenanschlag der NLF auf amerikanische Unterkünfte bei Quy Nhơn 23 amerikanische Berater getötet und 21 verwundet. Im Zuge dieser Entwicklungen verfügte Johnson den Beginn einer zeitlich unbefristeten Luftoffensive gegen Nordvietnam. Die Operation Rolling Thunder begann. Wie bereits im August des vergangenen Jahres vermied es die US-Regierung, die Bevölkerung über die Tragweite der Entwicklungen voll zu informieren. Regierungssprecher spielten die Entscheidungen herunter und versicherten, dass es sich bei den Luftangriffen nur um Vergeltungsaktionen handele, mit denen man auf die Aggressionen Hanois reagiere. Die Tatsache, dass die Operation keine isolierten Vergeltungsschläge beinhaltete, sondern eine Luftoffensive ohne zeitliche Begrenzung war, wurde nicht eingestanden.

## Der Luftkrieg über Nordvietnam und Laos

### Donnergrollen
Der amerikanische Oberbefehlshaber im Pazifik, Admiral Ulysses S. Grant Sharp, forderte die ersten großangelegten Luftangriffe für den 20. Februar. Doch auf Grund von Unruhen in Saigon wurden die Angriffe auf den 2. März verschoben. Die Verzögerungen frustrierten Sharp und waren die ersten von unzähligen noch kommenden Meinungsverschiedenheiten zwischen den hohen Militärs in Saigon auf der einen und den zivilen Entscheidungsträgern in Washington auf der anderen Seite. Von Anfang an gab es unterschiedliche Meinungen darüber, wie die Luftkampagne ausgeführt werden sollte. Präsident Johnson schreckte vor der totalen Zerstörung Nordvietnams aus der Luft zurück. Die Gefahr einer eventuellen chinesischen oder gar sowjetischen Intervention war zu hoch. Anfang April 1965 sandte der chinesische Außenminister Zhōu Ēnlái eine Botschaft an Präsident Johnson. Darin hieß es, dass China keinen Krieg mit den Vereinigten Staaten beginnen wolle, doch wenn er käme, wäre Peking darauf vorbereitet. Die USA werden sich nicht zurückziehen können und keine Politik der Bomben werde daran etwas ändern. „Wir würden uns ohne zu zögern erheben und bis zum Ende kämpfen... Wenn der Krieg erst einmal ausgebrochen ist, wird es keine Grenzen mehr geben.“

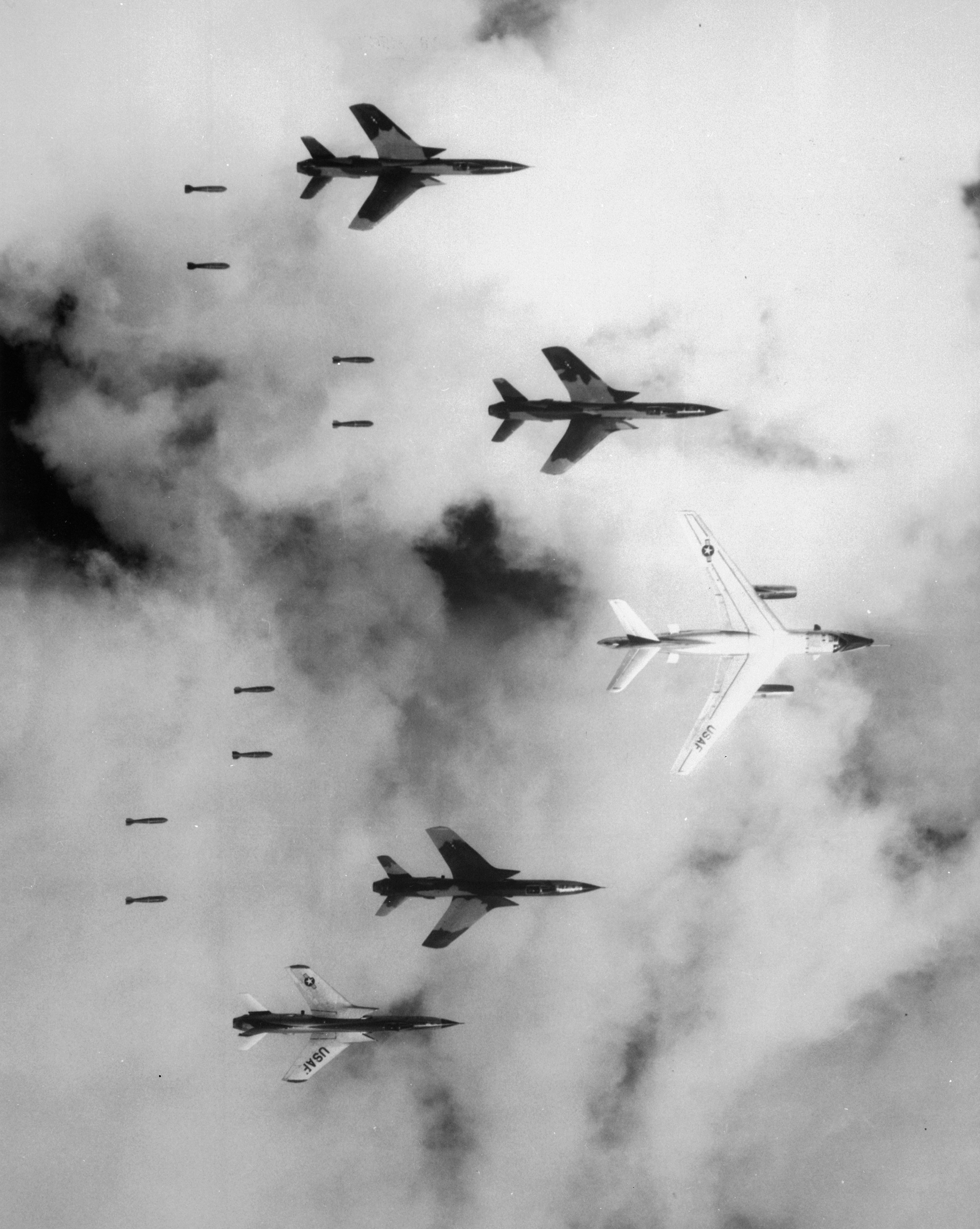
Vier Republic F-105 Thunderchiefs werden von einem Douglas B-66-Bomber angeführt

Aus diesem Grund schuf die amerikanische Administration ein ausgeklügeltes Bewertungssystem, mit dessen Hilfe vermeintlich wichtige militärische Ziele in Nordvietnam zur Bombardierung ausgewählt wurden. Jede Liste mit Zielen wurde ein oder zwei Mal pro Woche in einer komplizierten Kommandokette dem Verteidigungsministerium, dem Staatsministerium, dem Weißen Haus und oftmals auch dem Präsidenten persönlich übermittelt, damit über Stärke, Richtung und sogar Flughöhe der Angriffe bestimmt werden konnte. In erster Linie sollten die Luftschläge den Gegner in seiner Psyche beeindrucken. Sie sollten Hanois Willen brechen und zur Annahme der von den Amerikanern diktierten Bedingungen zwingen. „Die Art und Weise der Angriffe war so geschaffen, um sich die Optionen offen zu halten, sie fortzuführen oder nicht, zu eskalieren oder nicht, die Geschwindigkeit zu erhöhen oder nicht, je nachdem wie Nordvietnam reagiert. Das "Zuckerbrot" des Bombenstopps war genauso wichtig wie die "Peitsche" der Fortführung und Bombenpausen sorgten für dieses Gleichgewicht.“
Die Militärs jedoch waren über diese Art der Kriegsführung nicht allzu glücklich. Die vereinigten Stabschefs und die Kommandeure der Armee, Marine und Luftwaffe wollten die Angriffe mit großer Härte ausführen. Sie wollten Nordvietnam ununterbrochen und mit überwältigender Macht bombardieren, seine Flugplätze, Kraftwerke, Militärbasen und Luftverteidigung zerstören, seine kaum entwickelte Industrie ausschalten und das Land von der Versorgung mit ausländischem Treibstoff und Nachschub abschneiden. Stattdessen jedoch mussten sie sich an eine Vielzahl von Restriktionen und Einschränkungen halten. Die Doktrin der einzelnen Auswahl von Zielen und der graduellen Eskalation hatte Vorrang. Die Piloten und auch viele Generäle sahen diese Politik als gefährlich und militärisch sinnlos an. Der amerikanische Kampfpilot Jack Broughton sagte einst: „Wir haben immer wieder unsere erfahrensten Piloten getötet und teure und unersetzliche Flugzeuge verloren, auf Grund des Irrgartens von Einschränkungen, die denjenigen auferlegt wurden, die in dieser unmöglichen Situation kämpfen mussten.“
Im Verlauf des Jahres 1965 wurde Operation Rolling Thunder Schritt für Schritt ausgeweitet. Der Angriffsradius der Luftschläge bewegte sich vom 17. Breitengrad aus immer weiter nach Norden. Während dieser Zeit fielen eine Reihe von Brücken, Munitionsdepots, Rüstungsbetrieben, Kraftwerken, Bahnhöfen, Baracken, Treibstofflager, Marinebasen und Radaranlagen der Luftoffensive zum Opfer. Die Zahl der Angriffe wurde schrittweise auf 900 pro Woche und somit auf insgesamt 55.000 pro Jahr erhöht. Amerikanische Kampfbomber stiegen von ihren Basen in Südvietnam, Okinawa, Guam und den Flugzeugträgern im Südchinesischen Meer zu Angriffen auf, bei denen sie 1965 insgesamt 640.000 Tonnen Bomben auf Nordvietnam und auch Laos abwarfen. Doch die größeren Industriezentren in Hanoi und die Hafenanlagen von Hải Phòng blieben von den Angriffen vorerst verschont. Dasselbe galt für einen Gebietsstreifen im Abstand von 25 Meilen entlang der chinesischen Grenze. Ende März stellten die Vereinigten Stabschefs einen 12-wöchigen Angriffsplan auf, der Nordvietnam in die Knie zwingen sollte. In diesem Plan war vorgesehen, dass zunächst die Eisenbahn- und Straßenverbindungen südlich des 20. Breitengrades systematisch ausgeschaltet werden sollten. Danach sollten im Verlauf mehrerer Wochen sämtliche Verkehrsverbindungen zwischen Nordvietnam und China zerstört werden. Im nächsten Schritt würden die Hafenanlagen unbrauchbar gemacht werden, um das Land von der See abzuschneiden. Schließlich war geplant, so lange Fabriken in wenig besiedelten Gebieten anzugreifen, bis die nordvietnamesische Führung erkennen würde, dass die nächsten Ziele die Industriezentren in Hanoi und Hải Phòng sein würden. Doch weder Johnson noch Verteidigungsminister Robert McNamara waren bereit eine größere Eskalation zu veranlassen, sie wollten die Kontrolle über die Luftoffensive nicht aus der Hand geben.
Währenddessen geriet der Krieg in Südvietnam immer mehr außer Kontrolle. Zwar hatte die Luftkampagne über Nordvietnam die Moral des Saigoner Regimes gestärkt, das sagten sie den Amerikanern zumindest, doch trotz alledem stand die ARVN im Sommer 1965 kurz vor dem Zusammenbruch. Nachdem General Westmoreland Ende Februar Marineinfanteristen anforderte, landeten am 8. März 1965 zwei mit Panzern und Artillerie ausgerüstete Bataillone des US-Marineinfanteriecorps am Strand von Da Nang an und wurden von einigen vietnamesischen Frauen mit Blumenkränzen begrüßt. Am Ende des Jahres sollten es bereits 184.000 US-Soldaten sein. Es zeigte sich jedoch zunehmend, dass das Bombardement Nordvietnams keinen nennenswerten Einfluss auf den Krieg im Süden hatte. Gleichzeitig drängten Johnsons Berater und führende Militärs auf eine Verschärfung der Luftkampagne. Präsident Johnson beugte sich teilweise dem Druck. Einige bisher verschonte Ziele wie z. B. die Eisenbahnbrücken nach China wurden zur Zerstörung freigegeben. Doch die Nordvietnamesen waren auf diese Entwicklungen vorbereitet. Noch bis weit ins Jahr 1968 hinein hatten die Amerikaner kaum eine Vorstellung von ihrem Feind. Entgegen allen Voraussagen und Kalkulationen sollten es die Nordvietnamesen schaffen, den Angriffen standzuhalten und die Invasion Südvietnams ohne jede erkennbare Schwierigkeit fortzusetzen.

### Demokratische Republik Vietnam

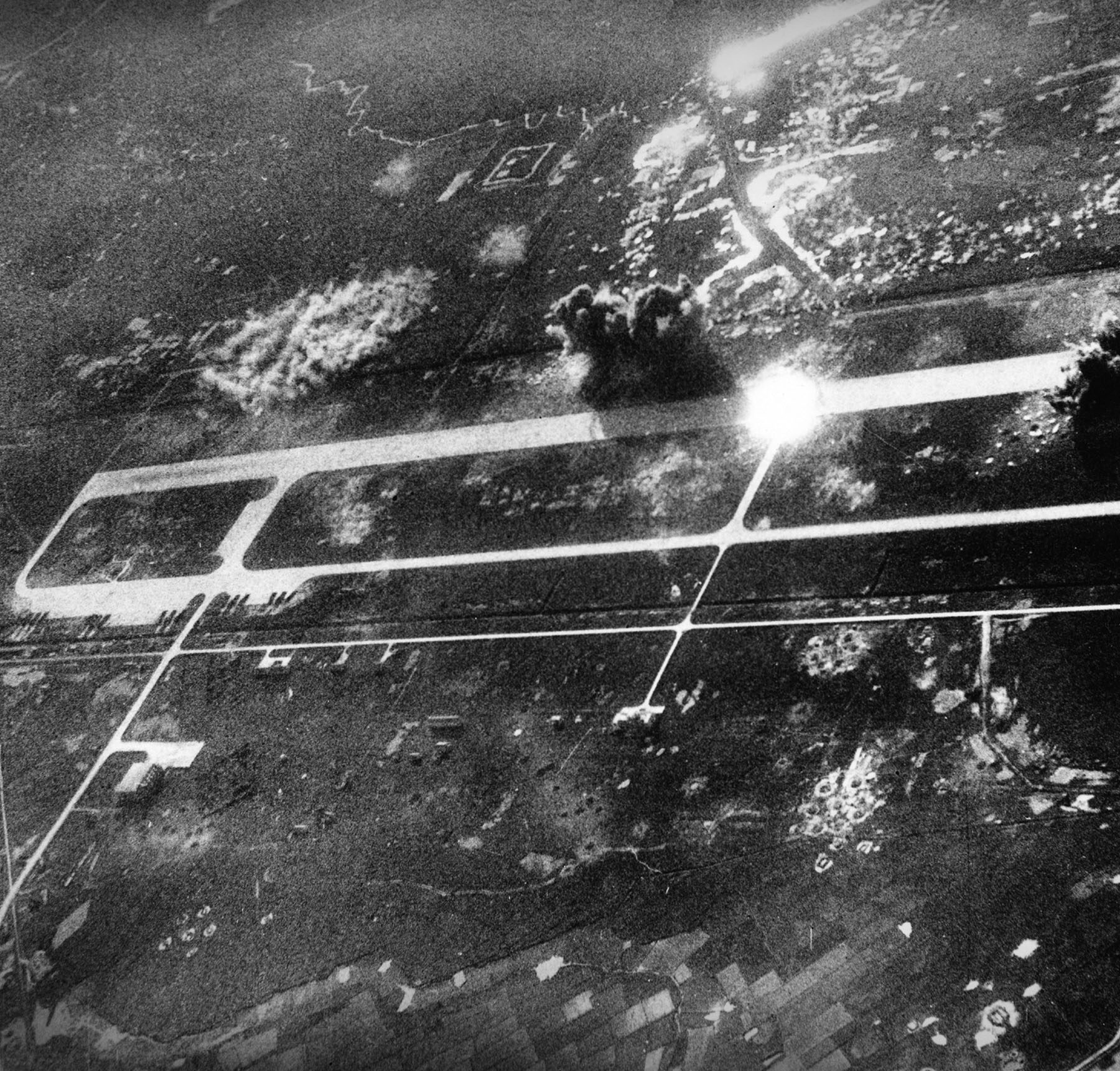
Bombardierung des nordvietnamesischen Flugfeldes bei Phúc Yên, nordwestlich von Hanoi 1967

Nordvietnam war zu dieser Zeit ein Land im totalen Krieg. Durch die Mobilisierung der kompletten Bevölkerung für den Widerstandskampf und auch durch chinesische und sowjetische Unterstützung, gelang es Hanoi die materiellen Schäden im eigenen Land in Grenzen zu halten. Die Bevölkerung der großen Städte wurde evakuiert, schon 1965 wurde mit den ersten größeren Umsiedlungsaktionen begonnen. In Hanoi und anderen Städten wurden schon vor dem Beginn der Luftangriffe Schützen- und Splittergräben ausgehoben und die Bevölkerung in regelmäßigen Luftschutzübungen trainiert. Schulen, Krankenhäuser, Ministerien, Verwaltungsstellen und einige Rüstungs- und Industriebetriebe wurden in unzugängliche Gebiete oder unter die Erde verlegt. So wie im Süden des Landes, so durchzog auch im Norden ein weitverzweigtes und komplexes, über 40.000 km langes Tunnelsystem die am schwersten von den Luftangriffen betroffenen Gebiete. Die höheren Schulen wurden geschlossen und die Schüler oder Studenten wurden Luftschutzeinheiten zugeteilt, zur Miliz oder in die Armee eingezogen oder als Hilfskräfte in Landwirtschaft und Rüstungsindustrie geschickt. Mitte 1966 war Hanoi bereits von mehr als 70 % der Bevölkerung verlassen. Anfangs hatten die Luftangriffe unter der Bevölkerung noch gelegentlich für Panik gesorgt, doch bereits nach kurzer Zeit zeigten sich die Leute schon durchaus disziplinierter. Täglich fuhren Lautsprecherwagen durch die Straßen und gaben die Standorte der einfliegenden amerikanischen Bomber bekannt. Eine Sekretärin der französischen Delegation in Hanoi berichtete: „Alles geht beinahe gespenstisch lautlos vor sich. Das Leben erstirbt ganz plötzlich. Autos werden am Straßenrand abgestellt, Geschäfte geschlossen und die Leute verschwinden von den Gehsteigen, und schon nach wenigen Minuten patrouillieren Soldaten und Luftschutzhelfer durch die menschenleere Stadt. Nur lärmende Lautsprecher verkünden die Angriffsziele und die Zahl der abgeschossenen Flugzeuge. Es ist ein Bild wie von George Orwell.“
Die gesamte Bevölkerung wurde in die Kriegsanstrengungen der Regierung eingespannt. Mehr als 100.000 Bauern wurden zum Straßenbau an die laotische Grenze und auf die Truong Son-Straße (Hồ-Chí-Minh-Pfad) abkommandiert. Viele von ihnen leisteten Trägerdienste für die nordvietnamesische Volksarmee. An ihrer Stelle waren vielfach die Frauen des Landes getreten, schon 1967 stellten sie zwei Drittel aller Beschäftigten in der Landwirtschaft. 250–300.000 Menschen arbeiteten Tag und Nacht in „freiwilligen Arbeitskommandos“ um die Bombenschäden zu beseitigen. Vor allem zwischen Hanoi und Haiphong und in der Region um Vinh arbeiteten ganze Divisionen und reparierten meist nachts mit ungeheurem Aufwand Straßen, Brücken und Eisenbahnen. „Wir leben nun mehr für den nächsten Tag und wissen nicht, wann, wo und wohin die nächste Bombe fallen wird. Aber wir leben und solange wir leben, können wir arbeiten und kämpfen“, sagte einst ein Mitarbeiter der nordvietnamesischen Botschaft in Vientiane, der laotischen Hauptstadt.

### Ausländische Unterstützung
Von großer Bedeutung für das Durchhaltevermögen des Landes war auch die massive Unterstützung seiner beiden mächtigen Verbündeten. Bereits im Juni 1964 sagte Mao Zedong dem nordvietnamesischen Stabschef, General Văn Tiến Dũng: „Unsere zwei Parteien und Länder müssen zusammenarbeiten und den Feind gemeinsam bekämpfen. Eure Sorgen sind meine Sorgen und meine Sorgen sind eure Sorgen...wir müssen uns gemeinsam und ohne Bedingungen dem Feind stellen.“ Während der nächsten Monate kam es zu weiteren Verhandlungen zwischen den Ländern. Am 16. Mai 1965 traf sich Hồ Chí Minh mit Mao Zedong, um die weiteren Pläne zu besprechen. Der Führer der DRV bat um Hilfe für den Ausbau der Straßensysteme in Laos und nördlich von Hanoi. Mao stimmte zu. Einen Monat später traf sich General Văn Tiến Dũng mit dem chinesischen Generalstab. Sie koordinierten weitere Aktionen, unter anderem die eventuelle Entsendung regulärer Truppen der chinesischen Volksarmee nach Vietnam. Die Generäle einigten sich auf den Einsatz von Logistik- und Ingenieurstruppen, die die Infrastruktur Nordvietnams in Stand setzen und das Land in die Lage versetzen sollten, den USA Paroli zu bieten.
Kurz darauf betrat die 1. Division der Freiwilligentruppen der chinesischen Volksbefreiungsarmee das Land. Diese Einheit bestand aus 6 Regimentern, die bis 1968 von 2 weiteren unterstützt wurden. Als erstes errichteten die Chinesen zahlreiche Eisenbahnbrücken- und Strecken entlang des Tales des Roten Flusses in Richtung Hanoi. Bis zum Jahre 1966 wurde die kleine Stadt Yen Bay, unweit der chinesischen Grenze, zu einem riesigen Logistikkomplex ausgebaut. In den nächsten Jahren baute die Freiwilligenarmee 14 Tunnel, 39 Brücken, 20 Bahnstationen, 70 Meilen neuer Strecke und unzählige Flugabwehrstellungen. Am 6. Juni folgte die 2. Division die aus 3 Regimentern, einem hydrologischen Regiment, einer Wassertransporteinheit, einem Transportregiment, einer Kommunikationseinheit und mehreren Flugabwehrabteilungen bestand. Insgesamt entsandten die Chinesen etwa 320.000 Soldaten nach Nordvietnam, die vor allem beim Bau von Deichen, Brücken, Straßen und Eisenbahnen sowie bei der Luftverteidigung eingesetzt wurden. Darüber hinaus erhielten die Nordvietnamesen allein bis Ende 1964 Wirtschafts- und Militärhilfe in Höhe von etwa 460 Mio. Dollar. Sie umfasste vor allem Uniformen, Waffen, Munition, Gebrauchsgüter, Fahrzeuge und Nahrungsmittel. Außerdem lieferte China landwirtschaftliche Maschinen, errichtete Leichtindustrien, Musterfarmen, ein Eisenkombinat und Anlagen zur Reisverarbeitung. Millionen von Dollar wurden von Peking für Propagandafeldzüge in Nordvietnam ausgegeben, die unter anderem Schulbücher und Propagandamaterial beinhalteten.
Auch die sowjetische Hilfe bis zu diesem Zeitpunkt war durchaus nicht zu unterschätzen. Die Sowjetunion errichtete bis 1966 mehr als 10 Kraftwerke, 30 Leichtmetallfabriken und Fischkonservenfabriken für Hải Phòng, chemische Anlagen für Thái Nguyên, Lâm Thao und Việt Trì und eine Maschinenfabrik für Hanoi. Zwischen 1954 und 1964 gewährte sie der DRV Kredite im Umfang von rund 500 Millionen Dollar. Außerdem versorgte sie Nordvietnam in erster Linie mit Handfeuerwaffen, unter anderem aus ostdeutscher Produktion. Dennoch verweigerte Moskau die Lieferung von schwerem Kriegsgerät, wie es von Nordvietnam gefordert wurde. Bis Ende 1964 verschlechterten sich die Beziehungen zwischen den Ländern zusehends. Dann jedoch kam im Winter 1964/65 eine neue Führung in Moskau an die Macht. Besorgt über die chinesische Dominanz in Südostasien, begann man mit der Wiederaufnahme der politischen Beziehungen zu der DRV und der Befreiungsfront in Südvietnam.

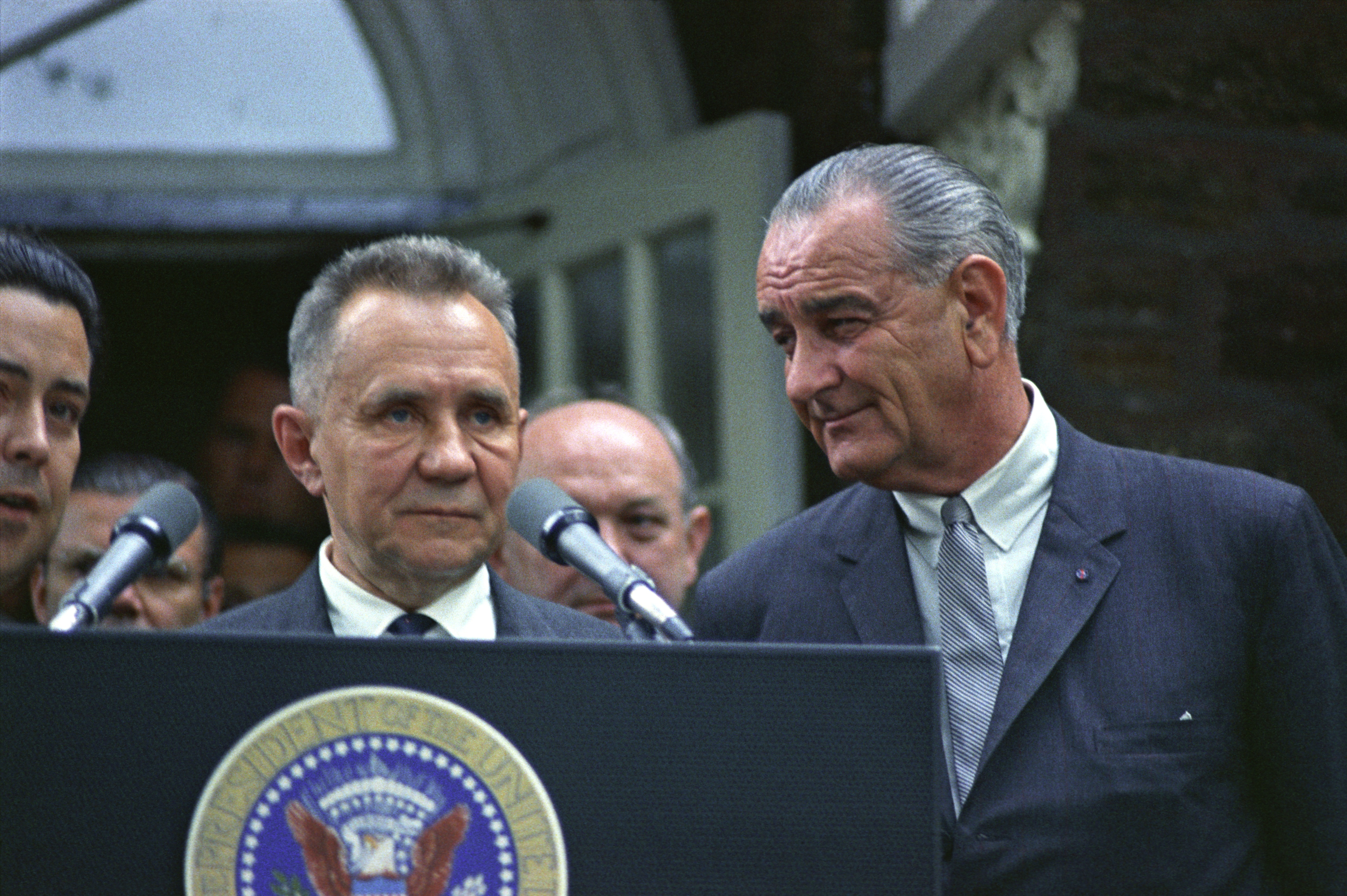
Johnson (rechts) mit Premierminister Alexei Kossygin bei der Glassboro-Konferenz 1967

Am 7. Februar 1965 kam es zu einem verhängnisvollen Ereignis in Nordvietnam. Zu dieser Zeit besuchte eine sowjetische Delegation Hanoi, mit dabei war Premierminister Alexei Kossygin. Die Delegation befand sich auf dem Weg nach Peking, um neue Gespräche mit Mao Zedong zu beginnen, von den Nordvietnamesen wurden sie herzlich begrüßt. Dann, während sich die sowjetische Abordnung in Hanoi befand, ereignete sich plötzlich der Überfall der NLF auf den Helikopterstützpunkt bei Pleiku. Noch bevor sich Präsident Johnson der Tragweite seiner Entscheidungen bewusst werden konnte, ordnete er die ersten Luftangriffe auf Hanoi an. Dass die allerersten Luftschläge auf Hanoi ausgeführt wurden, während sich hohe sowjetische Regierungsvertreter dort befanden, empörte Moskau. Der sowjetische Botschafter in Washington, Anatoli Dobrynin meinte dazu: „Kossygin war über die Tatsache, dass das Bombardement stattfand, während er sich in Vietnam aufhielt, sehr verärgert und wandte sich gegen Johnson, obwohl er in vorherigen Gesprächen im Kreml grundsätzlich positiv ihm gegenüber eingestellt war.“ Kurz nach den Luftangriffen begab sich Dean Rusk eiligst zu Dobrynin und versicherte ihm, dass die Angriffe nur Hanoi und nicht der Sowjetunion galten. Diese Worte stießen jedoch auf taube Ohren. Noch am selben Tag wurde in Hanoi ein Hilfsabkommen zwischen den beiden Ländern unterzeichnet, das die Lieferung moderner sowjetischer Waffentechnologie und die Unterstützung mit militärischen Beratern vorsah.
Doch trotz der enormen Bedeutung der Militär- und Wirtschaftshilfe konnten die beiden Verbündeten nicht in nennenswerten Maße politischen Einfluss auf Hanoi gewinnen. Es gelang den Nordvietnamesen Moskau und Peking erfolgreich gegeneinander auszuspielen. Im Gegensatz zu den meisten anderen Ostblockstaaten behielt sich die DRV ihre volle Unabhängigkeit. Nicht ohne Grund wurden die Nordvietnamesen von der Sowjetunion als fremdartig und „engstirnig national“ charakterisiert.

### Die Luftverteidigung des Landes

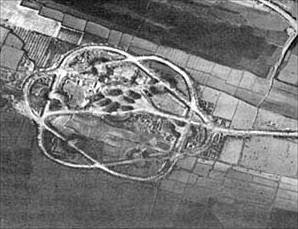
Nordvietnamesische Boden-Luft-Raketenwerferstellung

Vor allem in Bezug auf die Flugabwehranlagen in Nordvietnam war die ausländische Hilfe von größter Bedeutung. Anfang 1965 gab es dort nur sehr wenige Geschütze, die gegen die Angreifer etwas ausrichten konnten. So kam es unter der Bevölkerung zu der berüchtigten Bewegung 'Gewehre gegen Flugzeuge', bei der die Zivilbevölkerung im Kampf gegen die Bomber mit einfachen Gewehren ausgebildet wurde. Erst im August und September 1965 wurde die Bewegung, die zuweilen hysterische Ausmaße annahm, wieder aufgelöst. Zwischen April und Juni 1965 änderte sich die militärische Lage dramatisch. Zum Oberbefehlshaber über die Flugabwehrtruppen wurde General Phùng Thế Tài ernannt. Im April wurden die ersten sowjetischen Boden-Luft-Raketenstellungen bei Hanoi errichtet. So wurde am 24. Juli das erste amerikanische Flugzeug durch Raketenbeschuss zerstört. Von diesem Tag an wurde in Vietnam ein geheimer Krieg zwischen der Sowjetunion und den USA ausgetragen. Die Volksarmee hatte keine Soldaten, die mit der technischen Komplexität der Flugabwehrraketen zurechtkamen. Daher dauerte es eine Weile, bis die nordvietnamesischen Besatzungen eingearbeitet waren. Während dieser Zeit übernahmen sowjetische Soldaten die Bedienung der Luftabwehr-Raketen-Stellungen. Einer der Kommandeure der sowjetischen Flugabwehrtruppen in der DRV war Oberst G. Lubinitzki. Er schoss 3 amerikanische Flugzeuge und eine Drohne ab. Außerdem konnte sein Bataillon bei einem Verbrauch von 45 Raketen 23 Treffer verbuchen. „Der beeindruckendste Moment“, erinnerte sich Feldwebel Kolesnik, "war, als die Flugzeuge zu Boden gingen. Urplötzlich wurde ein Objekt, das du vorher nicht einmal sehen konntest, mitten in der Dunkelheit in einen Schein aus brennenden Trümmern verwandelt. Die amerikanischen Befehlshaber drängten auf die Freigabe für die Bombardierung dieser Raketenstellungen. Erst zögerte Johnson, doch als das erste Flugzeug abgeschossen wurde, autorisierte er Luftschläge, die sich auf die Raketen-Stellungen konzentrieren sollten. Die Amerikaner nutzten elektronische Hilfsmittel, um das Radar der Raketen auszutricksen. Die sowjetischen Kräfte wiederum bauten Raketen-Attrappen, um die Amerikaner in die Irre zu führen.
Auch die Chinesen stellten einen großen Anteil aller Flugabwehrtruppen in der DRV. Nach Anfragen des Generalstabs der NVA betraten die 61. und 63. Flugabwehrdivision der chinesischen Volksarmee Nordvietnam am 1. August 1965. Noch im selben Monat kam es zu den ersten Kampfhandlungen beider Divisionen bei Yên Bái und Kep, einer Basis der nordvietnamesischen Luftwaffe. Auch wenn die Flugabwehranlagen der NVA des Öfteren das Ziel verschiedener anderen Luftkampagnen waren, so konnten sie nie einen wirklich großen Anteil der Kanonen- und Raketenstellungen ausschalten. Mit der Zeit steigerte sich die Effektivität der Luftverteidigung immer mehr. Sowjetische Radaranlagen, computergestützte Flugabwehrkanonen, Boden-Luft-Raketen und Abfangjägerstaffeln führten zu schweren Verlusten auf Seiten der amerikanischen Streitkräfte. Während die Amerikaner 1965 nur 171 Maschinen verloren, waren es 1966 bereits 318. Allein auf Nordvietnam wurden während dieser Zeit 161.000 Tonnen Bomben abgeworfen, ohne dass irgendein nennenswerter Effekt eingetreten war. Mittlerweile wurden die amerikanischen Befehlshaber immer nervöser, da bisher keines der gesetzten Ziele erreicht werden konnte. Weder gelang es den Willen Hanois zu brechen, noch konnte der Fluss von Soldaten und Nachschub über den sogenannten Ho-Chi-Minh-Pfad in Laos unterbrochen werden. Denn während Nordvietnam immer stärker bombardiert wurde, war Laos der Schauplatz eines ganz eigenen Krieges geworden.

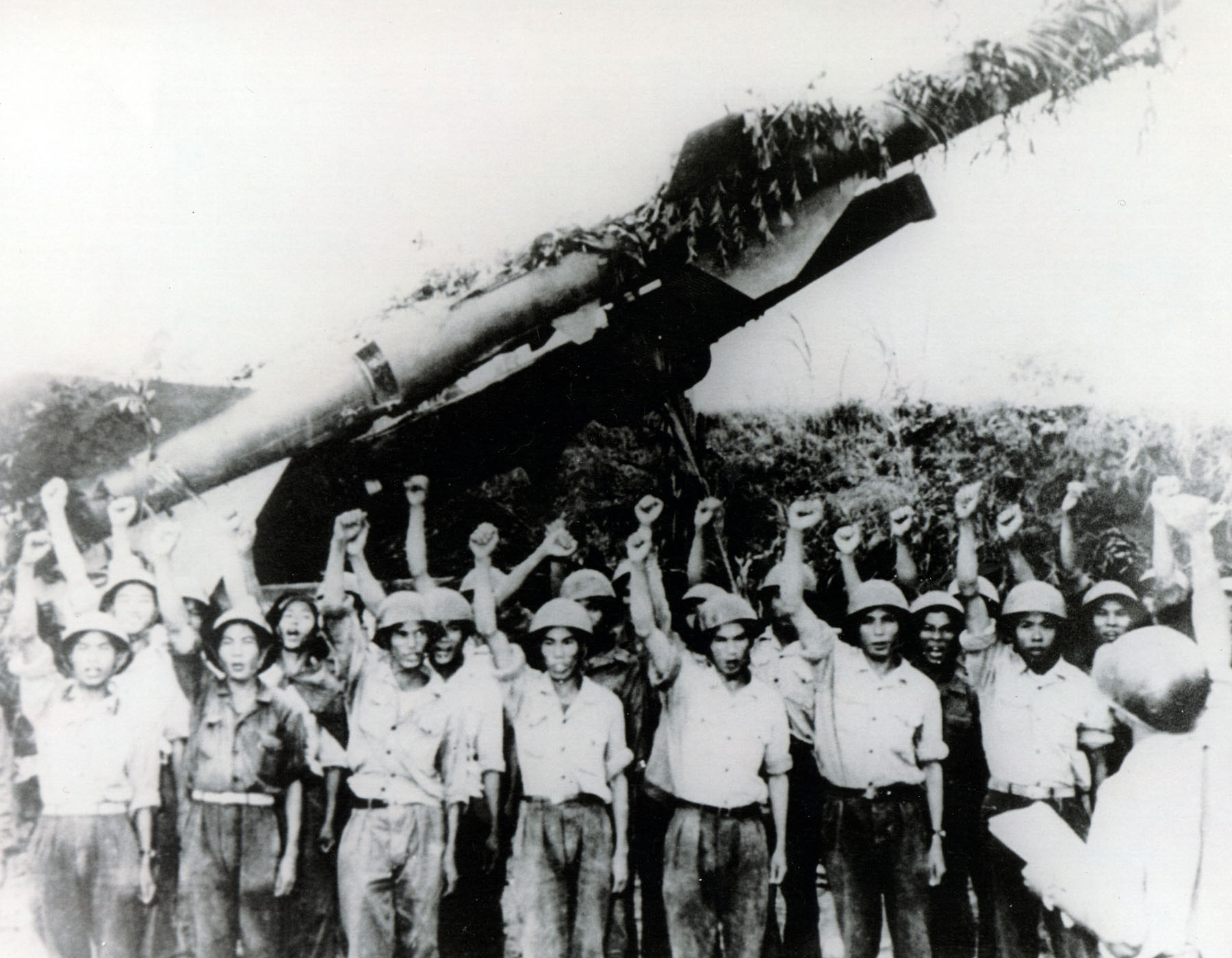
Die nordvietnamesische Besatzung einer sowjetischen Raketen-Stellung

### Krieg über Laos
Bis Mitte 1966 wurden unzählige Versuche unternommen, um die Truong-Son-Straße (im Westen als Hồ-Chí-Minh-Pfad bekannt) effektiv zu unterbrechen. Die ersten Aktionen gegen den Pfad wurden Ende 1963 unternommen, als Kampfflugzeuge der laotischen Luftwaffe mit der Bombardierung von nordvietnamesischen Lagerplätzen in Laos begannen. Die ersten Ziele waren die Städte Mường Phìn, Xépôn und Muang Nong, die von Einheiten der Nordvietnamesischen Volksarmee und Pathet Lao besetzt waren. Die Luftangriffe wurden nach und nach ausgeweitet, hatten jedoch keinen erkennbaren Effekt. Um sich ein besseres Bild von den Vorgängen im laotischen Grenzgebiet zu verschaffen, wurden Mitte 1964 auch erstmals bewaffnete Aufklärungspatrouillen entsandt. Die erste dieser Operationen bekam den Codenamen „Leaping Lena“. Ursprünglich sollten zwei Amerikaner und vier Vietnamesen in einem Team sein, doch letztendlich bestanden sie aus 8 ausschließlich vietnamesischen Soldaten. Die Leaping Lena-Teams hatten den Auftrag, das ihnen zugewiesene Gebiet mehr als einen Monat zu überwachen, doch dazu kam es nie. Ein Team verschwand und wurde nie wieder gesehen. Mit den anderen Teams konnte noch vorübergehend der Kontakt aufrechterhalten werden. Doch zahlreiche weitere Soldaten wurden gefangen genommen oder verschwanden spurlos. Insgesamt kehrten nur 5 Mann wieder zurück. „Leaping Lena“ ist ein gutes Beispiel für viele noch kommende Einsätze von amerikanischen oder südvietnamesischen Spezialeinheiten, die oft genug in dem Verlust ganzer Kommandozüge endeten.
Kommandeur über den Pfad in Laos war Oberst (später General) Võ Bẩm, ein Versorgungsspezialist des Verteidigungsministeriums. Bereits im Mai 1959 bekam er die Aufgabe, eine „militärische Versorgungslinie zu schaffen, um Nachschub für die Revolution in den Süden zu senden und diese nach Möglichkeit auszubauen.“ Nachdem anfangs nur einige Gewehre und etwas Personal in den Süden transportiert wurden, konnten die unwegsamen Pfade nach einigen Jahren auf LKW-Breite ausgebaut und befestigt werden. Im Mai 1959 wurde außerdem die Gruppe 559 gebildet, eine anfangs geheime Einheit, die für die logistische Arbeit und die Instandsetzung des Pfades verantwortlich war. Nachdem die Amerikaner mit dem großflächigen Bombardement des Transportsystems begannen, wurde das Kommando, auf Befehl von General Võ Nguyên Giáp, an General Phan Trọng Tuệ übergeben. Dieser war ebenfalls für die Flugabwehrtruppen in Laos verantwortlich. Unterstützt wurden sie von Einheiten der Pathet Lao, dem laotischen Äquivalent zu der Befreiungsfront in Südvietnam.
Ende 1964 eskalierte der Krieg schließlich und die Amerikaner begannen mit Bombenangriffen auf Ziele in Laos. Am 14. Dezember flogen 15 Maschinen der amerikanischen Luftwaffe die ersten Missionen, drei Tage später führte die Marine weitere Angriffe durch. Bei diesen Luftschlägen wurden noch immer dieselben Ziele bombardiert, wie schon fast zwei Jahre zuvor. Die Stadt Xépôn, als wichtige Nachschubbasis und Durchreisestation, war von Anfang an eines der Hauptziele der Mission. Erstmals erspähten amerikanische Aufklärer größere Lastwagenkonvois – ein Marinepilot sah einmal 8 bis 10 Fahrzeuge in einem Konvoi, im nächsten 16 bis 20. In der Folgezeit gab es zahlreiche verschiedene Kampagnen, um den Verkehr endlich zum Erliegen zu bringen, viele von ihnen schlugen fehl. So zum Beispiel „Project Hardnose“, einer Unternehmung der CIA, um den Verkehr besser überwachen zu können. Schon nach kurzer Zeit musste das Projekt abgebrochen werden, nachdem die beiden kommandierenden CIA-Offiziere bei einem Hubschrauberabsturz getötet wurden. „Operation Steel Tiger“ war eine größere Luftkampagne die seit Ende 1964 durchgeführt wurde. Trotz anhaltender Bombardierung konnte jedoch kein erkennbarer Effekt auf den Transport entlang des Pfades ausgeübt werden. Auf Grund von unzureichenden Geheimdienstangaben kam es zu einigen Missverständnissen und fehlgeleiteten Angriffen, bei denen im Mai 1965 einige laotische Soldaten und Zivilisten getötet wurden. Infolge von Protesten laotischer Regierungsvertreter musste die Operation Steel Tiger vorübergehend eingestellt werden. In den nächsten Monaten konzentrierten sich die Amerikaner auf einige Engpässe und Bergpfade wie z. B. die bei Mụ Giạ und Napé. Doch trotz des erstmaligen Einsatzes von B-52-Bombern und Splitterbomben konnte auch hier kein Durchbruch erreicht werden.

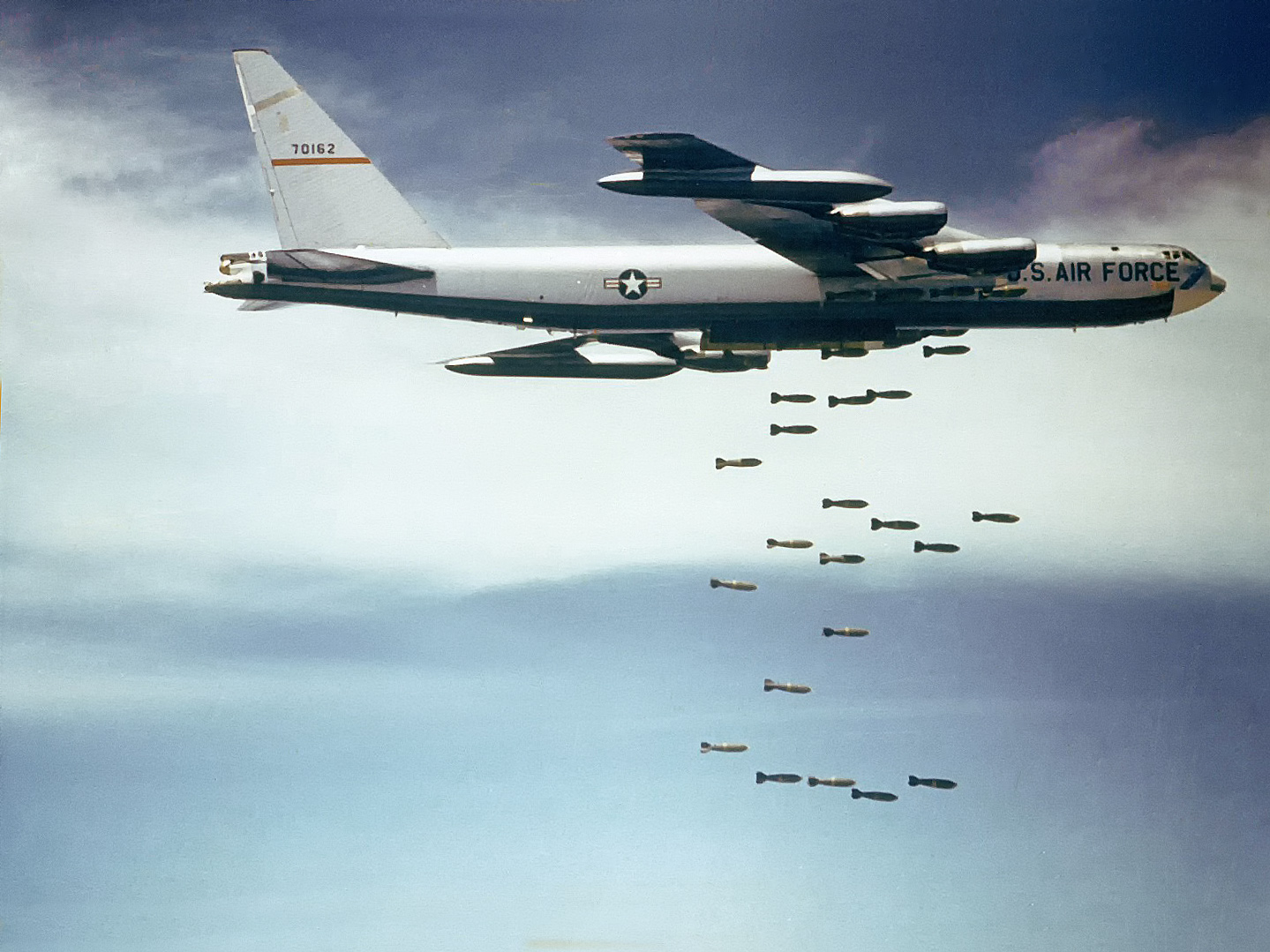
Eine Boeing B-52 wirft Bomben über Vietnam ab

Während der letzten drei Monate von 1965 wurden mehr als 4.000 Angriffe im Rahmen von „Steel Tiger“ geflogen. Während Januar und Februar 1966 waren es bereits 12.000 und 5.000 weitere im darauffolgenden Monat. Trotzdem wurden offiziellen Angaben zufolge nur 100 Lastwagen zerstört und 115 weitere beschädigt. Nachdem „Steel Tiger“ nicht den erhofften Erfolg brachte, wurde „Operation Tiger Hound“ initiiert. Das Ziel dieser Operation war es, die Einsätze von Aufklärungs- und Kampfflieger zu kombinieren um einen schnelleren Einsatz zu ermöglichen. Leichte Maschinen wie die Q-1 Cessna Bird Dog lieferten die Informationen direkt an die Kampfflugzeuge, wodurch diese wesentlich schneller manövrieren konnten. Tatsächlich konnten einige Erfolge erzielt werden, daher wurden die Einsätze ausgeweitet. Doch auch Operation Tiger Hound musste einen großen Rückschlag erleiden, als am 15. März bei einem Einsatz Oberstleutnant David H. Holmes, einer der führenden Offiziere der Operation, über Laos abgeschossen wurde.
Die US-Luftkampagne war 1966, amerikanischen Angaben zufolge, überaus erfolgreich. Über Laos wurden ca. 58.000 Einsätze geflogen, plus 129.000 über Nordvietnam. Insgesamt wurden 52.000 t Sprengstoff über Laos abgeworfen und 123.000 t auf die DRV. Die Statistiken besagen, dass allein in diesem Jahr 2.067 Fahrzeuge zerstört wurden (2.017 beschädigt) sowie 1.095 Eisenbahnen und Güterwaggons (1.219 beschädigt) und 3.690 Boote (5.810 beschädigt). Allerdings gingen 489 amerikanische Flugzeuge bis Ende 1966 über Laos und Nordvietnam verloren. Dennoch geschah das für alle Beteiligten Unvorstellbare. Nordvietnam war noch immer auf dem Vormarsch. Denn obwohl mittlerweile knapp 200.000 Einsätze geflogen wurden, waren nicht einmal 20 % der nordvietnamesischen Militär- und Wirtschaftsmacht zerstört. Präsident Johnson nahm angesichts der Tatsachen eine weitere Eskalation des Krieges in Kauf.

### Die POL-Kampagne
Anfang 1966 waren die meisten Militärs noch immer der Überzeugung, das Ausbleiben von Resultaten sei vor allem auf die Fragmentierung der amerikanischen Schlagkraft und die vielen Restriktionen zurückzuführen. Der Kommandeur im Pazifik, Admiral Ulysses Sharp, äußerte sich Ende 1965 folgendermaßen dazu: „Es sollte von den Streitkräften der Vereinigten Staaten nicht verlangt werden diesen Krieg zu führen, wenn ihnen ein Arm auf den Rücken gebunden ist.“ Neben den Empfehlungen der Militärs musste Johnson auch die Berichte der CIA in Betracht ziehen. Diese betonten, dass Nordvietnam ein vor allem agrarisch geprägtes Land war, mit einem primitiven Transportsystem und nur wenig Industrie. Fast die gesamte Ausrüstung stammte aus China oder der Sowjetunion. Die Kämpfer der Befreiungsfront und der NVA im Süden wiederum benötigten nur eine sehr kleine Menge von Nachschub aus dem Norden, etwa 100 t pro Tag. In diesem Licht betrachtet war Nordvietnam kaum ein lohnendes Ziel für Luftangriffe, es gab einfach nicht genug Bombenziele.
Dann, im Frühling 1966, gab es Rufe nach einer neuen Luftkampagne, die endlich einen erkennbaren Erfolg bringen würde: einen Angriff auf die Öl- und Treibstoffreserven des Nordens (petrolium, oil and lubricants – POL). Die vereinten Stabschefs erklärten, dass ein Angriff auf die Öllager „ein vernichtenderer Schlag gegen die Transporte von Kriegsmaterial innerhalb der Volksrepublik Vietnam und über die Nachschubwege nach Südvietnam wäre, als ein Angriff gegen jede andere Zielgruppe“. 79 % aller Brennstoffe waren in nur 13 Städten konzentriert, 60 % wurden jedes Jahr allein für das Militär benötigt. Die Lastwagen und motorbetriebenen Boote, die den Nachschub in den Süden transportierten, würden ohne Treibstoff nicht laufen. Der Sicherheitsberater des Präsidenten Walt W. Rostow, der auch an der Planung der Luftoffensive auf die deutsche Treibstoffindustrie im Zweiten Weltkrieg teilgenommen hatte, war sehr optimistisch. Er glaubte eine Wiederholung eines derartigen Schlages müsste dieselben Auswirkungen haben wie Luftangriffe auf die deutsche Ölindustrie im Jahr 1944. (→Alliierte Luftoffensive auf die deutsche Treibstoffindustrie) Verteidigungsminister McNamara stimmte eher widerstrebend zu, da Berichte der CIA bereits Wochen vorher den Erfolg solcher Luftangriffe bezweifelten. Dennoch könnten die Schläge ausgeführt werden, ohne massiven Schaden an den Hafenanlagen zu verursachen oder große zivile Opfer zu fordern. Trotz einiger Bedenken stimmte Präsident Johnson am 22. Juni zu. Die Angriffe sollten mit großen Aufwand betrieben werden und nur die erfahrensten Mannschaften durften daran teilnehmen. Alle Flugzeuge wurden außerdem von weiteren Maschinen zur Flak-Unterdrückung und Vermeidung der Zielerfassung durch Boden-Luft-Raketen unterstützt. Wolkenloses und sonniges Wetter war notwendig, daher sendete das militärische Kommando in Vietnam McNamara vom 24. Juni an alle paar Stunden Berichte über die Wetterlage. Am 29. Juni war es dann so weit. Aus Washington wurde der Befehl zur Durchführung an Admiral Sharp gesendet. Von Thailand, Südvietnam und den Flugzeugträgern im Südchinesischen Meer aus starteten hunderte von Flugzeugen in Richtung Nordvietnam. Die Treibstofflager in Hanoi und Hải Phòng wurden gleichzeitig angegriffen und gegen Ende des Tages war der Himmel über beiden Städten von Rauch und Feuer bedeckt. Die Erschütterungen der Explosionen waren noch in hunderten Kilometern Entfernung zu spüren. Am Ende des Monats waren fast 80 % aller Treibstoffreserven der Demokratischen Republik Vietnam zerstört. Dank umfangreicher Evakuierungsmaßnahmen war die Anzahl der zivilen Opfer sehr gering, bei dem Angriff auf die Treibstofflager in Hải Phòng soll sogar nur ein Mann ums Leben gekommen sein. Die 7. amerikanische Luftflotte in Saigon bezeichnete die Operation als den „bedeutendsten und wichtigsten Schlag des Krieges“. Die internationale Kritik an den Angriffen hielt sich in Grenzen, auch McNamara bezeichnete die Angriffe als „ausgezeichnete Arbeit“ und beglückwünschte die Beteiligten. Es war die, statistisch betrachtet, erfolgreichste Luftkampagne des Krieges.
Tatsächlich jedoch konnte sie absolut keinen Einfluss auf den Verlauf des Krieges nehmen. Trotz der Zerstörung des Großteils ihrer Reserven herrschte in Nordvietnam niemals Treibstoffmangel. Die Bevölkerung und das Militär brauchten diese großen Mengen ohnehin nicht. Ihre Bedürfnisse konnten durch ein System von kleineren Treibstofflagern befriedigt werden, die entlang des Pfades, in Untergrundverstecken oder im dichten Regenwald versteckt waren. Die Bombardements haben zwar den Hafen von Hải Phòng verwüstet, doch die Tanker legten einfach vor der Küste an und füllten den Treibstoff in Tonnen ab. Die Einschleusung von Mensch und Material über den Pfad in Laos hielt unvermindert an. Zudem war die NVA auf die Angriffe vorbereitet. Sie verlagerten einige ihre Flugabwehranlagen in die Nähe der Treibstoffreserven und fügten den amerikanischen Aufklärungsstaffeln erhebliche Verluste zu, nur ein Jagdbomber wurde während der eigentlichen Angriffe abgeschossen. Ende September kamen CIA und DIA zu dem Ergebnis, dass es „keinen Hinweis auf irgend einen Mangel an Treibstoff in Nordvietnam gibt...keinen Hinweis auf nennenswerte Transportschwierigkeiten...keine wirtschaftliche Verlagerung und keine Schwächung der öffentlichen Moral.“ Damit hatte sich eine weitere Luftkampagne der Amerikaner als Fehlschlag erwiesen.

## Widerspruch, Opposition und Fehlschlag

### US-amerikanische Friedensinitiativen
Während sich die amerikanischen Militärs darüber den Kopf zerbrachen, wie Nordvietnam endlich in die Knie gezwungen werden könnte, wuchs die Unzufriedenheit über den Krieg immer mehr. Das Spektakel der weltweit mächtigsten Militärmaschinerie, die Krieg gegen eines der ärmsten Länder der Erde führte, verursachte einen gewaltigen Proteststurm. Bei jeder Friedensinitiative und jedem Vermittlungsversuch der Amerikaner sollte vor allem die öffentliche Meinung in den Vereinigten Staaten und der westlichen Welt positiv beeinflusst und beruhigt werden. Schon 3 Monate vor der Entsendung regulärer Verbände nach Vietnam warb Johnson für einen Verhandlungsfrieden. Zwischen 1965 und Ende 1967 gab es insgesamt 2.000 Vermittlungsversuche von Diplomaten, Privatpersonen und Politikern. Doch nach wie vor hoffte der Präsident auf eine siegverheißende Wende im Krieg, daher hatte er kein echtes Interesse an einem Kriegsausgang, der nicht mit der totalen Unterwerfung des Nordens endete.
Im Januar 1966 wurde von der amerikanischen Administration das sogenannte „Vierzehn-Punkte-Programm“ veröffentlicht, mit dem die Regierung ihren Verhandlungswillen bekunden wollte. Doch auch diese Initiative spiegelte die taktischen Erwägungen der Amerikaner wider: Die USA erklärte sich bereit, nach Einstellung des nordvietnamesischen Engagements in Südvietnam die Luftkampagne zu beenden. Außerdem würden sich die Amerikaner aus dem Land zurückziehen, wenn eine befriedigende politische Lösung gefunden wurde. Die Interessen der NLF wolle man berücksichtigen, doch eine Koalitionsregierung kam nicht in Frage. Zudem bot Johnson dem Norden Wiedergutmachung für alle durch das Bombardements entstandenen und noch entstehenden Schäden. Von den Nordvietnamesen wurde das Angebot mit Hohn und Spott aufgenommen. Kritiker bezeichneten das Gesprächsangebot zu Recht als kaum verhülltes Ultimatum. Knapp ein Jahr später ordnete Johnson besonders heftige Angriffe auf Ziele in der DRV an und machte so Vorgespräche zunichte, die ein polnischer Diplomat einzufädeln versuchte. Einige Monate später, im Februar 1967, brüskierte er Amerikas engsten Verbündeten Großbritannien, als er Vermittlungsversuche unterminierte, die von den britischen und sowjetischen Premierministern Harold Wilson und Alexei Kossygin angeregt wurden. Nordvietnam sollte nicht durch Verhandlungen, sondern einzig und allein durch Bomben zu Eingeständnissen gezwungen werden.

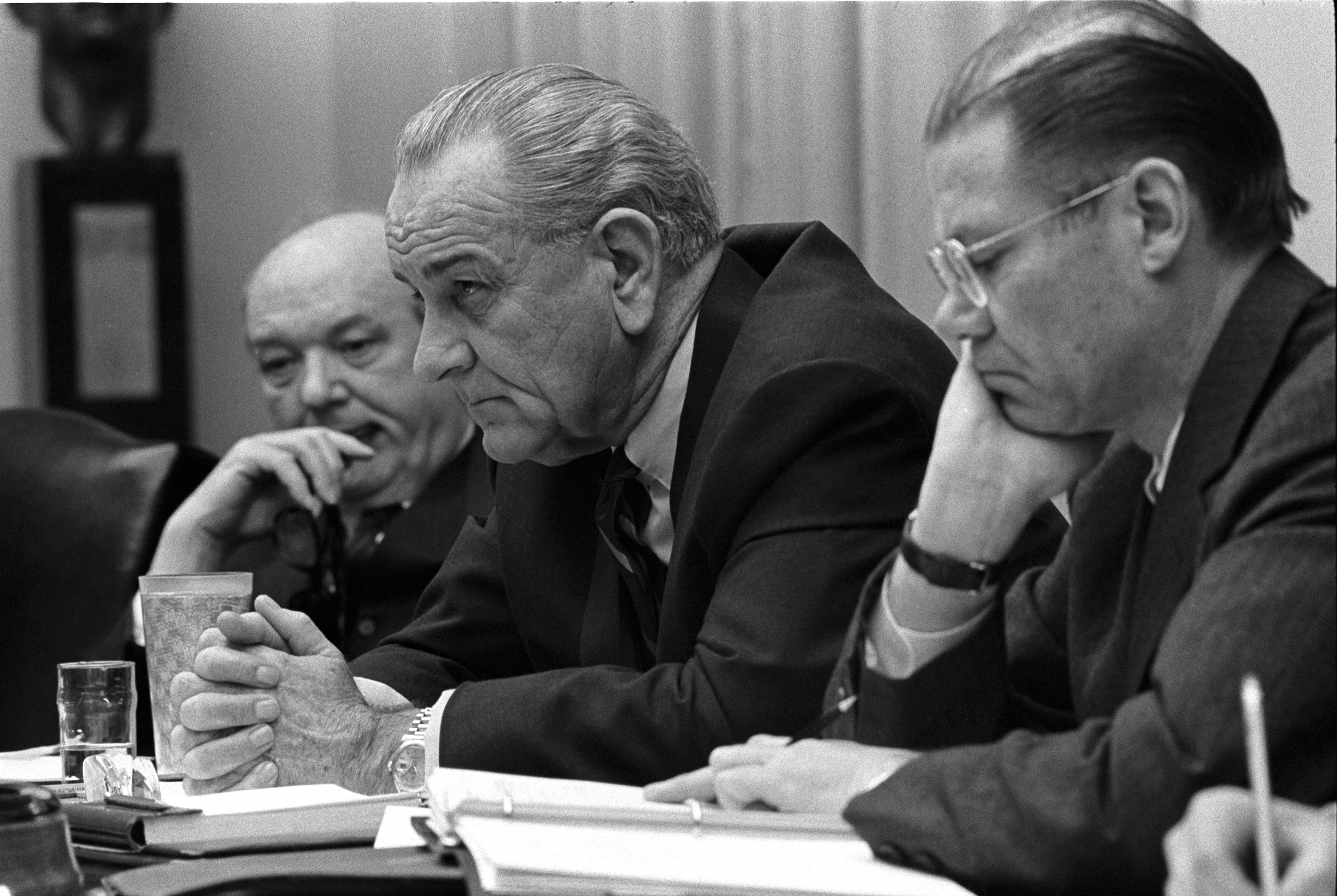
McNamara (rechts) zusammen mit Johnson und Dean Rusk bei einer Besprechung im Cabinet Room Anfang 1968

Im Verlauf des Jahres 1967 jedoch wuchs der öffentliche Druck auf Johnson immer mehr. Angesichts der schwindenden Unterstützung für seine Politik und den noch immer anhaltenden Kämpfen in Südvietnam veränderte der Präsident seine bisher unnachgiebige Haltung. In der im September 1967 veröffentlichten „San-Antonio-Formel“ erklärte er, dass die USA bereit wären den Luftkrieg zu beenden, wenn Hanoi in konstruktive Verhandlungen einwillige. Darüber hinaus dürfe es keine weitere Infiltration in den Süden geben. Der Befreiungsfront billigte er eine politische Rolle im Südvietnam der Nachkriegszeit zu. In Wirklichkeit jedoch hoffte Johnson noch immer darauf, Nordvietnam oder die NLF besiegen zu können. Hanoi antwortete nicht einmal auf die „San-Antonio-Formel“. Denn ein ernsthafter Wille zu Kompromissen war auf der nordvietnamesischen Seite genauso wenig vorhanden. Es hatte in der Vergangenheit, trotz bedeutender Siege auf dem Schlachtfeld, schon zwei Mal Niederlagen am Verhandlungstisch gegeben – im Jahre 1946, zwischen dem Ende des Zweiten Weltkrieges und dem Anfang des Ersten Indochinakrieges und 1954, als Mao Zedong die Việt Minh zur Annahme der amerikanischen Bedingungen gedrängt hatte. Eine weitere politische Niederlage sollte es nicht geben. Die Devise der Nordvietnamesen konnte nur heißen: Verhandeln und Weiterkämpfen. Beide Seiten standen sich Ende 1967 unversöhnlich gegenüber. Nach wie vor schlossen nordvietnamesische und amerikanische Vorstellungen einander aus.

### Einstellung der Luftangriffe
Der Fehlschlag der POL-Kampagne überzeugte viele Amerikaner, dass das Bombardement Nordvietnams niemals einen nennenswerten Einfluss auf den Krieg im Süden haben könnte. Am weitreichendsten war jedoch die zunehmende Ernüchterung und Desillusionierung Robert McNamaras. Er war über das Versagen der Kampagne zutiefst enttäuscht und machte die Kommandeure von Marine und Luftwaffe auf die tiefe Kluft aufmerksam, die zwischen den hoffnungsvollen Erfolgsvoraussagen und Gutachten vor Beginn der Angriffe und der Tatsache herrschte, dass die Angriffe keinen erkennbaren Effekt erzielt hatten. Es wurde ihm allmählich klar, dass der Luftkrieg kein geeignetes Mittel war, die Infiltration zu unterbinden, den Willen Hanois zu brechen oder auch nur um ein für die USA vorteilhaftes Ende des Krieges zu erreichen. Auch erkannte er zunehmend, dass die Voraussagen der CIA in jeder Hinsicht zutrafen und die Militärs, entgegen allen Verlautbarungen, keinen Weg sahen, den Krieg zu beenden. Im Oktober desselben Jahres berichtete er dem Präsidenten: „Um den Norden effektiv zu bombardieren, um einen radikalen Einschnitt in Hanois politischer, wirtschaftlicher und sozialer Struktur zu bewirken, müssten wir einen Aufwand betreiben, der durchaus möglich wäre, der jedoch weder von unserer eigenen noch der Weltbevölkerung hingenommen werden würde und der ein ernsthaftes Risiko mit sich bringen würde, uns in einen Krieg mit China zu verwickeln … Ich schätze, es ist das Beste, das Bombardement auf dem jetzigen Level zu belassen … und zu der rechten Zeit sollten wir in Betracht ziehen, die Luftangriffe komplett oder zumindest in den nordöstlichen Grenzgebieten einzustellen, in Verbindung mit weiteren Schritten in Richtung Frieden.“
Zahlreiche Amerikaner, auch solche, die noch immer auf einen Sieg hofften, waren inzwischen zu der Einsicht gekommen, dass die Luftangriffe wahrscheinlich mehr ein Hindernis denn eine Hilfe seien, um ein akzeptables Ende des Krieges zu erreichen. Harrison Salisbury, ein renommierter Korrespondent der New York Times, besuchte Nordvietnam um die Jahreswende 1966/67. Seine Berichte passten kaum zu den Verlautbarungen des Verteidigungsministeriums der Vereinigten Staaten, wonach alle attackierten Ziele allein militärische Anlagen waren. Er berichtete über das Leiden der Bevölkerung und darüber, wie zahlreiche Städte buchstäblich dem Erdboden gleichgemacht wurden. Mittlerweile war McNamara ein Gegner der amerikanischen Kriegspolitik geworden. Im Mai 1967 erkannte er: „Das Bild der größten Supermacht der Welt, die wöchentlich 1.000 Zivilisten tötet oder schwer verwundet, um ein kleines, zurückgebliebenes Land zum Einlenken zu zwingen für ein höchst umstrittenes Ziel, ist kein schönes.“ Doch keiner der militärischen Führer war bereit, eine Einstellung der Luftangriffe auch nur in Erwägung zu ziehen. Ihrer Meinung nach war das einzig Falsche an den Angriffen, dass sie zu graduell und zu begrenzt seien. Derselben Meinung war der Streitkräfteausschuss des Senats, der die eskalationsbereite Fraktion repräsentierte. Mitglieder waren der erfahrene politische Führer Senator John C. Stennis sowie weitere Senatoren, die stets für eine militärische Eskalation eingetreten waren. Die Mitglieder des Stennis-Komitees sowie die Generäle und Offiziere der Streitkräfte wussten nur sehr wenig über Vietnam, doch sie wussten einiges über die Möglichkeiten des Luftkrieges und, wie er bewaffnete Konflikte beeinflussen konnte. Sie hatten mit eigenen Augen gesehen, welche Zerstörung damit über japanische und deutsche Städte gebracht worden war, erinnerten sich daran, wie die beiden größten japanischen Basen im Pazifik allein durch Luftschläge isoliert und zerstört worden waren und wie das Transportsystem der Wehrmacht in Frankreich vor dem D-Day durch Luftangriffe zerschlagen worden war. Ungläubig lauschten sie den Argumenten McNamaras, wonach das Bombardement praktisch alle militärisch und wirtschaftlich relevanten Ziele in Nordvietnam zerstört hatte, den Strom von Kämpfern und Material in den Süden aber trotzdem nicht hatte stoppen können. Das Gegenteil war eingetreten, seit dem Beginn der Angriffe hatten die Kommunisten ihre Truppenstärke im Süden verdoppelt. Den Stabschefs wurde bereits die Erlaubnis für die Bombardierung von 85 % aller Ziele erteilt. Die begrenzte Bedeutung der 57 verbliebenen Ziele, die vor allem in dicht besiedelten und schwer verteidigten Gebieten lagen, rechtfertige nicht das Risiko weiterer amerikanischer Opfer oder einer direkten Konfrontation mit der Sowjetunion oder China. Was Hanoi betraf, so bemerkte McNamara: „Ihre Sorgen um das Wohl oder das Leben ihrer Bevölkerung sind nicht hoch genug, um sie unter der Androhung weiterer Angriffe zu Eingeständnissen zu zwingen.“

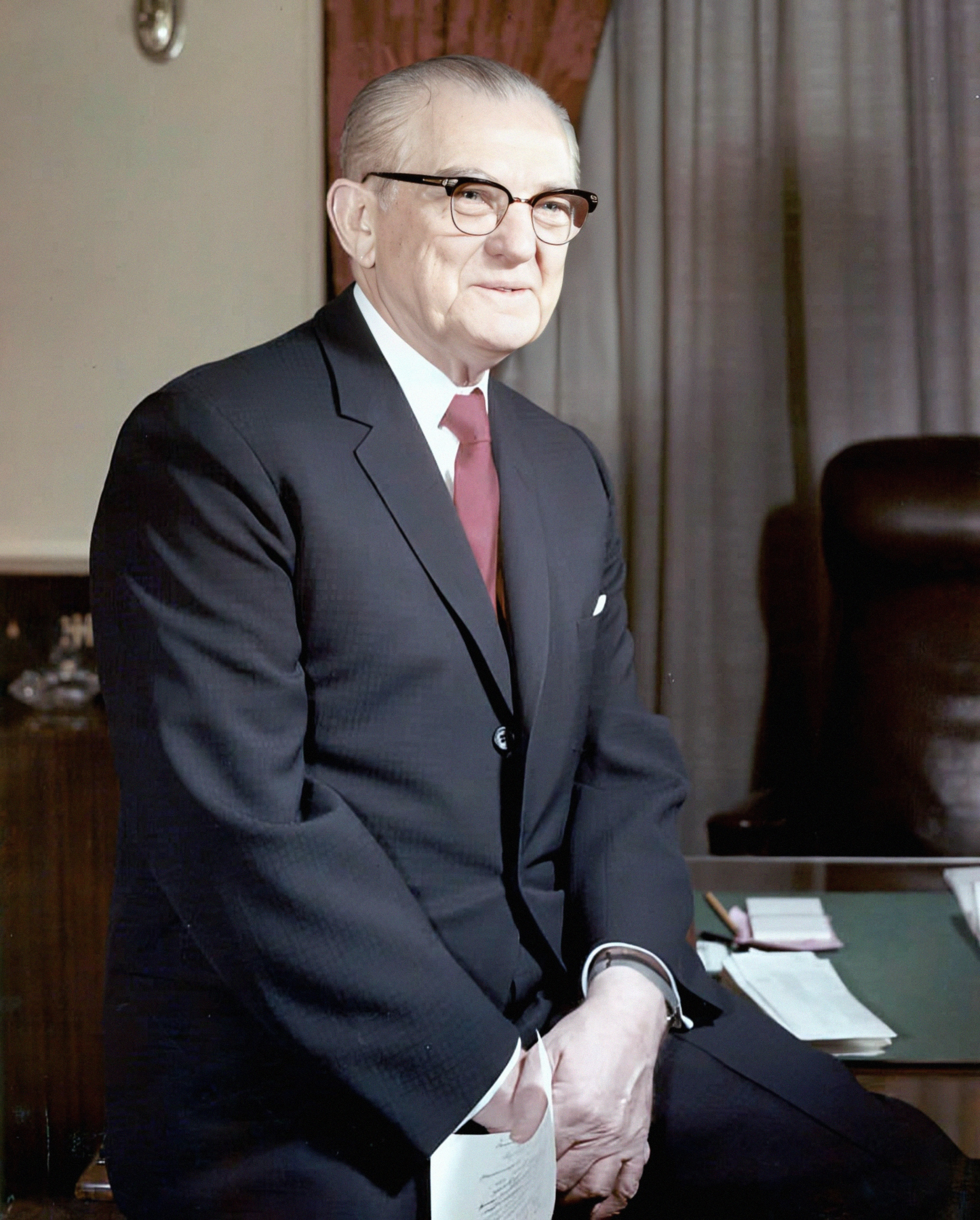
John C. Stennis, Leiter des Streitkräfteausschusses des amerikanischen Senats 1969–1981

Wie zu erwarten war, konnte McNamara den Ausschuss nicht überzeugen. Anstatt auf ihn zu hören, bereiteten die Mitglieder eine Nachricht an Johnson vor, in der sie ihm zu einer erneuten Eskalation rieten: „Dass die Luftkampagne ihre Ziele nicht wie erwartet erfüllt hat, kann nicht auf die Unfähigkeit der Luftstreitkräfte zurückgeführt werden. Es ist vielmehr ein Beweis dafür, dass die Zersplitterung unserer Streitkräfte, die Begrenzungen und die Doktrin der ‚schrittweisen Eskalation‘ die unseren Aufklärungstruppen auferlegt wurden, uns davon abgehalten haben, die Kampagne in der Art und Weise auszuführen, die die besten Ergebnisse erzielen könnte.“ Johnson beugte sich schließlich dem Druck der Militärs und des Stennis-Komitees und autorisierte Angriffe auf 52 der 57 noch verbliebenen Ziele. Ende 1967 waren schließlich fast 99 % aller Ziele in Nordvietnam zerstört worden und dennoch gab es kein Anzeichen, dass das Land dem amerikanischen Druck nachgeben würde.
Dann jedoch, am 31. Januar 1968, kam es zu der Tet-Offensive, die Südvietnam und Amerika in seinen Grundfesten erschüttern sollte. In den Morgenstunden, um Punkt 2:45 Uhr, traten plötzlich 80.000 Guerillas offen in Erscheinung und griffen 5 der 6 großen Städte, 36 der 44 Provinzhauptstädte, 64 lokale Verwaltungssitze und zahlreiche Ortschaften an. Nach wochenlangen Kämpfen gelang es den US-Truppen und der ARVN, die Angriffe zurückzuschlagen und Gebiete zu erobern, in die lange Zeit kein US-Soldat einen Fuß gesetzt hatte. Militärisch gesehen hatten die Alliierten einen großen Sieg errungen. Doch der Vietnamkrieg war bei Weitem nicht nur ein konventioneller Krieg. Denn politisch gesehen war die Offensive ein Schlag ins Gesicht für Washington. Noch 2 Monate zuvor hatte General Westmoreland in einer Rede vor beiden Häusern des Kongresses versichert, die Fortschritte seien unumkehrbar und der Feind bald geschlagen. Die Tet-Offensive hatte diese Argumente über Nacht als Wunschvorstellungen entlarvt.
Im Februar 1968 trat McNamara zurück und akzeptierte seine Ernennung zum Chef der Weltbank. Angesichts der anhaltenden Kämpfe in Vietnam und der gewaltigen Demonstrationszüge in Städten weltweit suchte Johnson nach einem Ausweg. Am 20. und 22. März traf er sich mit seinen Beratern, um die Möglichkeit eines Bombenstopps zu diskutieren. Doch während einige die Aussetzung der Luftangriffe befürworteten, verteidigten die Stabschefs Westmorelands Plan, weitere 206.000 Mann nach Vietnam zu entsenden. Letztendlich konnten sich die Beteiligten auf keine einheitlichen Maßnahmen einigen. Um endlich einen Entschluss fassen zu können, berief Johnson am 26. März 1968 ein Treffen der sogenannten „Weisen“ (wise men) ein. Dabei handelte es sich um einen informellen Zirkel angesehener Staatsdiener, der zwar über keine tatsächliche Macht, dafür jedoch über viel Ansehen und einen immensen Einfluss verfügte. Mitglieder waren unter anderen der frühere Unterstaatssekretär George Ball, Verteidigungsminister Cyrus Vance, Staatssekretär Dean Acheson und drei ehemalige Vorsitzende der Vereinigten Stabschefs. Johnson hoffte dort noch immer Zustimmung für seine Politik zu erhalten. Doch dieses Mal sprachen zahlreiche Gründe gegen einen unveränderten Kurs: die überraschende Tet-Offensive, der Druck der Antikriegsbewegung, der tiefe Riss innerhalb der demokratischen Partei, der wachsende Widerstand des Kongresses, der schwindende Rückhalt der Regierung in der eigenen und der Weltöffentlichkeit und die Sorge einflussreicher Kreise der Wall Street um die Stellung Amerikas im Weltwirtschaftssystem. Die Botschaft der „wise men“ war, der Öffentlichkeit zu zeigen, dass die USA nicht immer tiefer im Krieg versanken.
Um 21:00 Uhr abends, am Sonnabend, dem 31. März 1968, wandte sich der Präsident in einer dramatischen Fernsehansprache an die amerikanische Nation. „Guten Abend Amerika. Heute Nacht möchte ich mit ihnen über Frieden in Vietnam sprechen...“ Nachdem er die „San-Antonio-Formel“ wiederholte, sagte er: „Ich werde den ersten Schritt tun, um den Konflikt zu deeskalieren. Wir sind darauf vorbereitet, uns sofort in Richtung von Friedensgesprächen zu bewegen...Wir werden das jetzige Ausmaß der Feindseligkeiten reduzieren – drastisch reduzieren. Und wir werden es vorbehaltlos und sofort tun. Heute Nacht habe ich unseren Luft- und Seestreitkräften den Befehl gegeben, keine weiteren Angriffe auf Nordvietnam auszuführen, außer auf die Gebiete unmittelbar über der Demarkationslinie, wo der anhaltende feindliche Truppenaufbau die vorgeschobenen alliierten Positionen direkt gefährdet und wo ihre Truppenbewegungen direkt mit dieser Bedrohung zusammenhängen. Genauso wie in der Vergangenheit, so sind die Vereinigten Staaten auch nun bereit, ihre Vertreter zu jeder Zeit und an jeden Ort auf der Welt zu schicken, um Maßnahmen zu diskutieren, die diesen hässlichen Krieg zu einem Ende bringen. Ich habe einen der erfahrensten Amerikaner, Botschafter Averell Harriman, als meinen persönlichen Repräsentanten für die Gespräche auserwählt. Ich appelliere an Präsident Ho Chi Minh, diesem neuen Schritt Richtung Frieden zu folgen... Mit Amerikas Söhnen auf weit entfernten Schlachtfeldern, mit den Herausforderungen der Amerikaner hier zu Hause, mit unseren Hoffnungen und den Hoffnungen der gesamten Welt auf Frieden, glaube ich nicht, dass ich auch nur eine Stunde meiner Zeit mit irgendwelchen unwichtigen Dingen oder anderen Pflichten verbringen sollte, die nicht mit den enormen Pflichten dieses Postens zu tun haben – der Präsidentschaft ihres Landes. Daher werde ich keine weitere Nominierung meiner Partei für das Amt ihres Präsidenten ersuchen oder akzeptieren.“
Drei Tage später geschah das für alle Unerwartete, die Nordvietnamesen reagierten positiv auf Johnsons Rede. Am 3. April verlautbarte Radio Hanoi, dass Nordvietnam bereit sei, „seine Vertreter zu entsenden, um mit den amerikanischen Vertretern Kontakt aufzunehmen und die bedingungslose Einstellung des Bombardements und aller kriegerischer Akte gegen die DRV zu erreichen, sodass die Friedensgespräche beginnen können.“ Am 30. November verkündete Johnson schließlich, nach Gesprächen mit seinen Beratern, dass sämtlicher Luft-, See- und Artilleriebeschuss eingestellt werden würde und die Friedensgespräche eine Woche später beginnen könnten. Doch trotz der Verhandlungen kam für die amerikanische Administration ein Rückzug nicht in Frage. Da die Gebiete nördlich des 20. Breitengrads in den Monaten des Monsuns ohnehin mit Dunst und Nebel bedeckt waren, fiel die Einstellung der Luftangriffe militärisch nicht ins Gewicht. Stattdessen wurden die Einsätze gegen Gebiete unter NLF-Kontrolle im Laufe des Jahres verdreifacht. Die Luftangriffe wurden erst am 4. April 1972, im Zuge der Osteroffensive, wieder aufgenommen.

### Verluste und Zahlen
Operation Rolling Thunder war eine der größten Luftkampagnen, die jemals ausgeführt wurden. Von März 1965 bis Dezember 1967 wurden mehr als 864.000 Tonnen Sprengstoff auf Nordvietnam und Laos abgeworfen, weit mehr als doppelt so viel wie über dem gesamten Pazifik während des Zweiten Weltkriegs. Amerikanischen Angaben zufolge wurden bis zum 22. Oktober 1968 volle 99 % der von den Stabschefs vorgeschlagenen Ziele zerstört. Das beinhaltet 77 % aller Munitionslager, 65 % aller Brennstofflager, 59 % aller Kraftwerke, 55 % aller Brücken und 39 % aller Bahnhöfe Nordvietnams. Das Land hatte jeweils nur eine große Fabrik für Zement, Eisen und Sprengstoff – alle wurden zerstört. Zudem wurden 12.521 große und kleine Schiffe, 9.821 Fahrzeuge und 1.966 Eisenbahnen und Güterwaggons vernichtet und tausende weitere beschädigt. Es muss dabei jedoch berücksichtigt werden, dass es sich bei diesen Zahlen um Angaben der USA handelt und diese entsprachen vielfach nicht der Wirklichkeit. Genaue Angaben über die Opfer, die es in Nordvietnam im Zuge der Luftkampagne gab, existieren nicht. Hanoi selbst hat nie genaue Zahlen veröffentlicht und die amerikanischen Angaben waren sehr vage. Darin ist von etwa 52.000 zivilen und 20.000 militärischen Opfern die Rede. Da es jedoch sowohl von Amerikanern als auch von Nordvietnamesen zahllose Berichte über tote und verletzte Zivilisten gab, waren es wahrscheinlich durchaus einige Zehntausend Opfer.

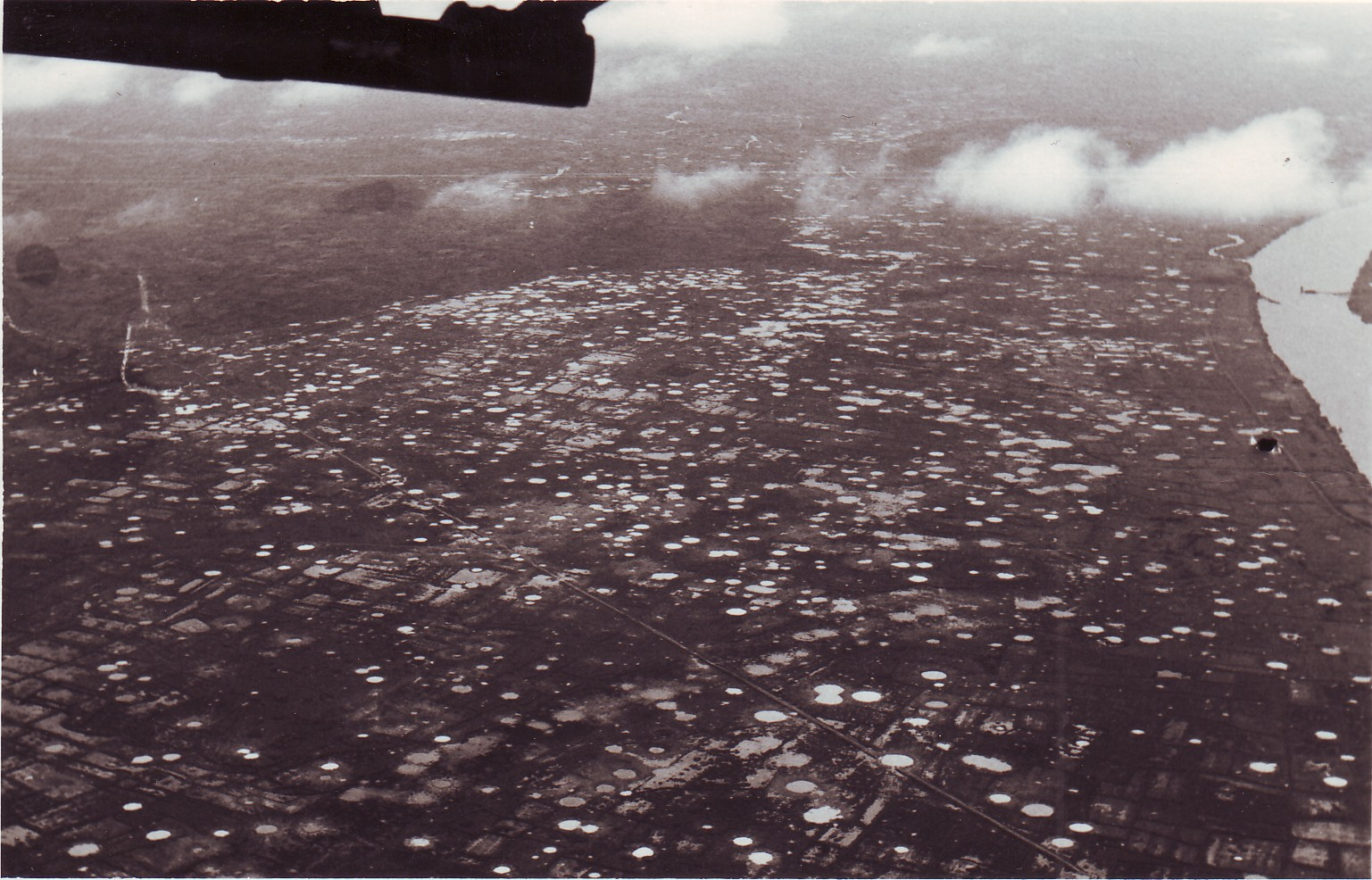
Bild der Demilitarisierten Zone zwischen Nord- und Südvietnam im März 1968

Unabhängig davon wie viele Opfer der Luftkrieg auch tatsächlich forderte, er hatte seine Ziele definitiv nicht erreicht. Nach anfänglichen Schwierigkeiten gelang es Hanoi, fast die gesamte Bevölkerung für den Krieg zu mobilisieren. Trotz großer Zerstörungen konnten die Luftangriffe Nordvietnams Fähigkeit, den Krieg fortzuführen, nicht empfindlich einschränken. Der Transport von Mensch und Material über den Ho-Chi-Minh-Pfad nahm trotz vieler Behinderungen kontinuierlich zu. Dank ausländischer Hilfe konnten die Flugabwehranlagen massiv verstärkt und modernisiert werden. Bis Ende 1968 verloren die Amerikaner 938 Flugzeuge im Wert von über 6 Milliarden Dollar; im Gegenzug wurde jedoch Schaden von umgerechnet 600 Mio. Dollar angerichtet. Auch die von McNamara angeordneten Effizienzanalysen kamen zu dem Ergebnis, dass insgesamt 9,6 Dollar eingesetzt wurden, um in Nordvietnam einen Sachschaden in Höhe von nur einem Dollar anzurichten. 835 Piloten wurden entweder getötet oder gefangen genommen oder galten als vermisst. Die Gefangenen sollten sich für Hanoi bei späteren Verhandlungen als wichtiges Faustpfand herausstellen. Denn die Tatsache, dass die Nordvietnamesen über amerikanische Gefangene verfügten, war für die Administration in Washington ein besonderer Dorn im Auge. An dem Luftkrieg entzündete sich der Protest der Kriegsgegner, die der Regierung Verbrechen gegen die Menschlichkeit vorwarfen und sie zunehmend in Erklärungsnot brachte. Der Terror aus der Luft schweißte die Menschen Nordvietnams zusammen. Statt das Land zu schwächen, stärkte er den Zusammenhalt der nordvietnamesischen Gesellschaft.